# Edvard Munch
Edvard Munch (pronúncia norueguesa: /ˈmʉŋk/, pronúnciaⓘ, Ådalsbruk, 12 de dezembro de 1863 — Oslo, 23 de janeiro de 1944) foi um pintor norueguês, um dos precursores do impressionismo e expressionismo. A sua obra mais famosa é Skriket ("O grito") na qual uma pessoa numa ponte grita a sua angústia e aflição. Muitos dos seus quadros estão expostos no Museu de Munch em Oslo.

## Biografia

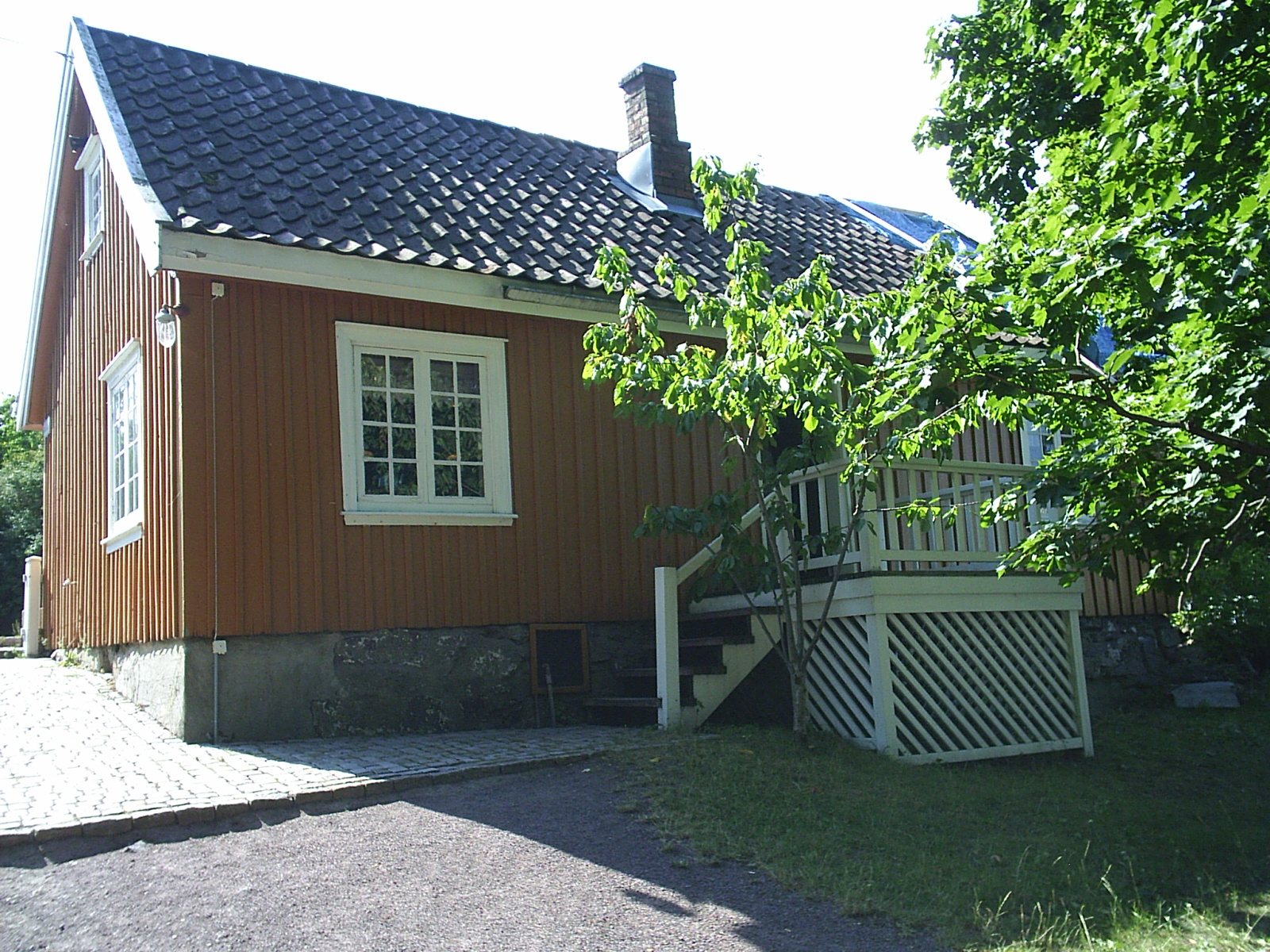
A casa de Munch em Åsgårdstrand

Edvard Munch foi um pintor expressionista que estudou na Escola de Artes e Ofícios de Oslo, vindo a ser influenciado por Courbet e Manet. No lugar das ideias, o pensamento de Henrik Ibsen e Bjornson. Marcou o seu percurso inicial. A arte era considerada como uma arma destinada a lutar contra a sociedade. Os temas sociais estão assim presentes em O Dia Seguinte e O dia depois de amanhã, de 1886.

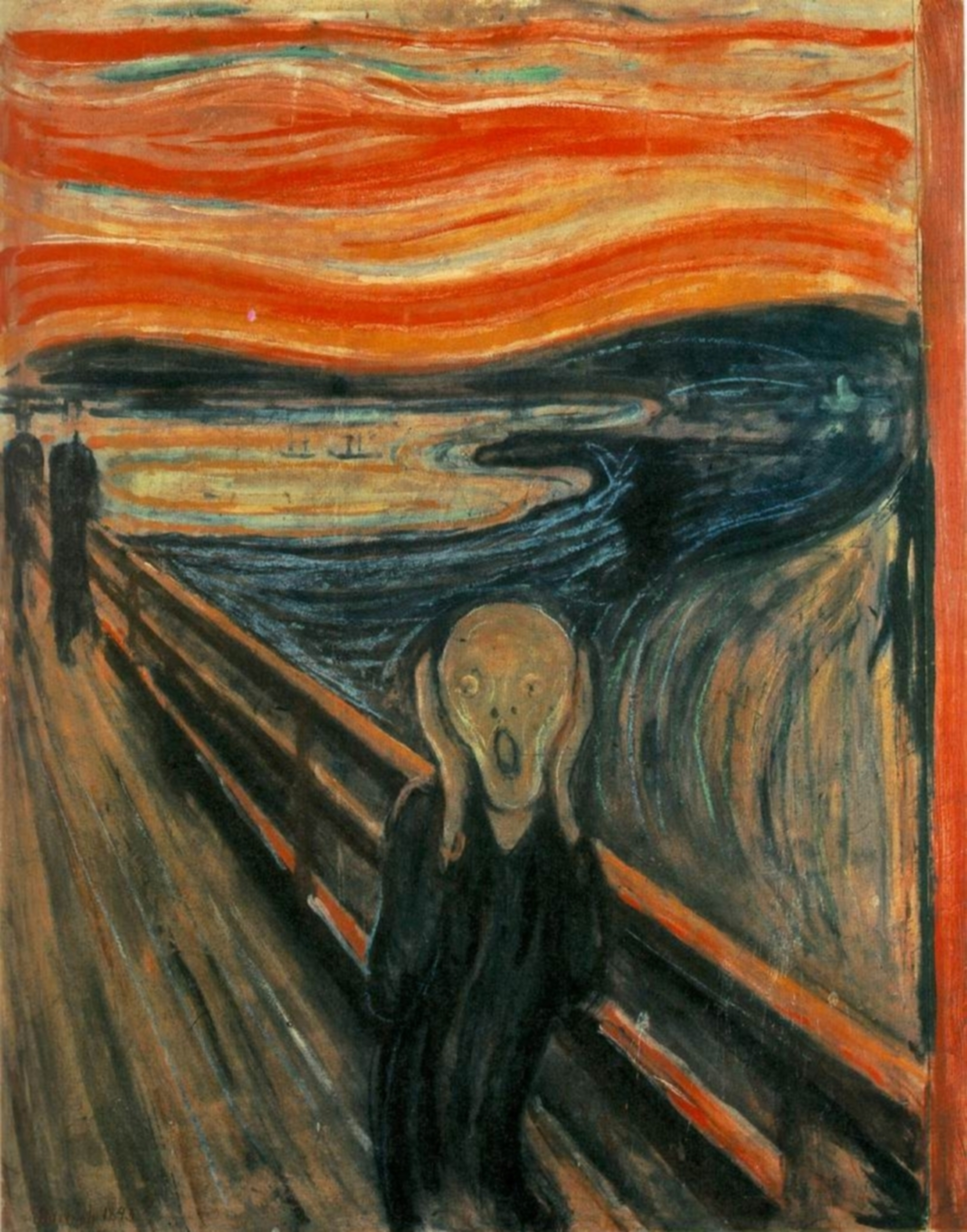
O grito. 1893. Nasjonalgalleriet, Oslo

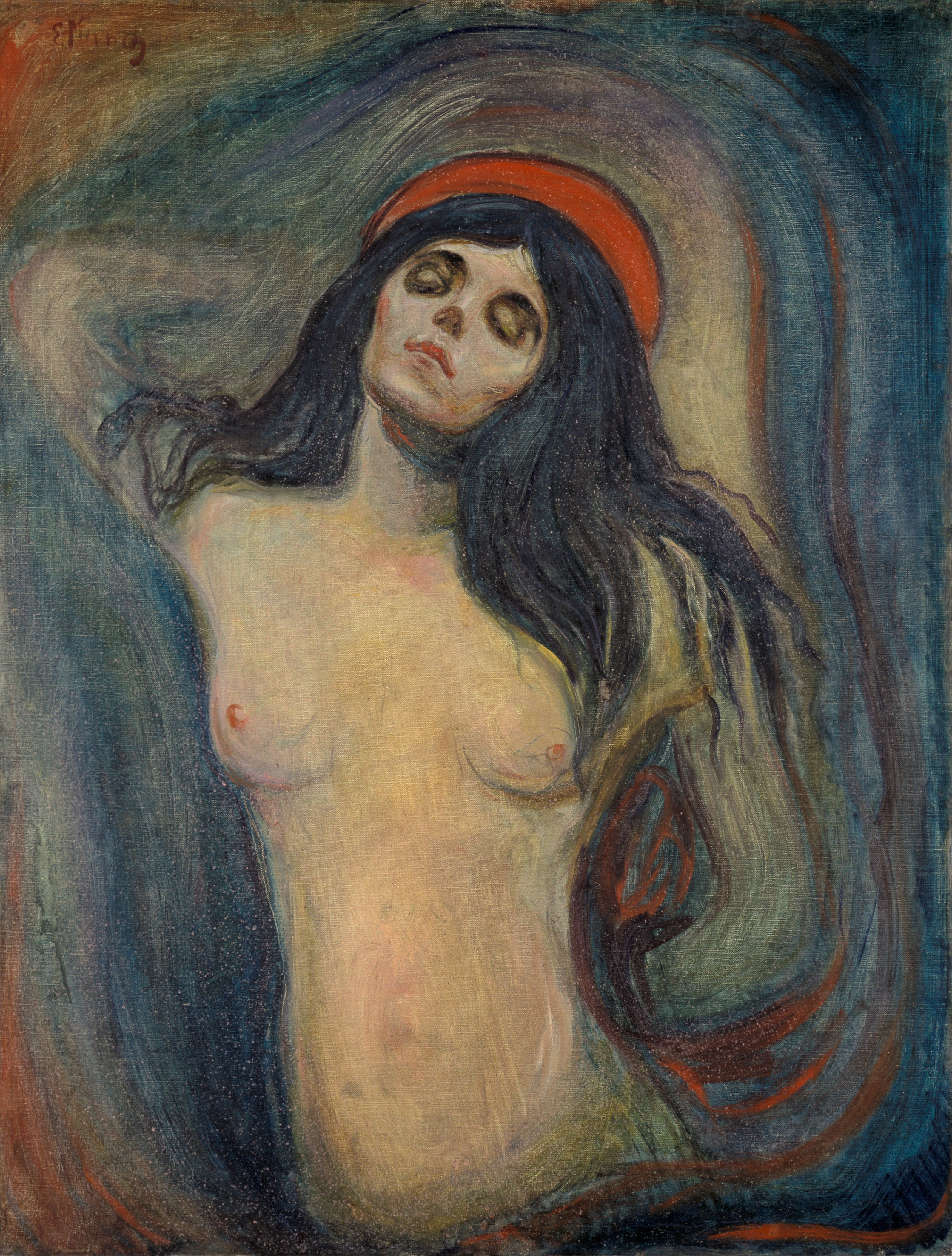
Madona. 1894. 90 × 68 cm. Munch Museum, Oslo

Com A Menina Doente (Das Kränke Mädchen, 1885) inicia uma temática que surgiria como uma linha de força em todo o seu caminho artístico. Fez inúmeras variações sobre este último trabalho, assim como sobre outras obras, e os seus sentimentos sobre a doença e a morte, que tinham marcado a sua infância (sua mãe morreu quando ele tinha 5 anos, a irmã mais velha faleceu aos 15 anos, a irmã mais nova sofria de doença mental e uma outra irmã morreu meses depois de casar; o próprio Edvard estava constantemente doente), assumem um significado mais vasto, transformados em imagens que deixavam transparecer a fragilidade e a transitoriedade da vida. Edvard Munch descobre em Paris a obra de Vincent van Gogh, Paul Gauguin e Toulouse-Lautrec, e indubitavelmente o seu estilo passa então por grandes mudanças.
Em 1892 um convite para expor em Berlim torna-se num momento crucial da sua carreira e da história da arte alemã. Inicia um projecto que intitula O Friso da Vida. Edvard Munch representou a dança em 1950.
Aos trinta anos ele pinta "O Grito", considerada a sua obra máxima, e uma das mais importantes da história do expressionismo. O quadro retrata a angústia e o desespero, e foi inspirado nas decepções do artista tanto no amor quanto com seus amigos. É uma das peças da série intitulada O Friso da Vida. Os temas da série recorrem durante toda a obra de Munch, em pinturas como A Menina Doente (1885), Amor e Dor (1893-94), Cinzas (1894) e A Ponte. Rostos sem feições e figuras distorcidas fazem parte de seus quadros.
Em 1896, em Paris, interessa-se pela gravura, fazendo inovações nesta técnica. Os trabalhos deste período revelam uma segurança notável. Em 1914, inicia a execução do projeto para a decoração da Universidade de Oslo, usando uma linguagem simples, com motivos da tradição popular. É acometido pela Gripe Espanhola, a partir da qual pinta o quadro Autorretrato com a Gripe Espanhola de 1919 (ver no álbum abaixo), mas supera a doença.
Faleceu em 23 de janeiro de 1944. Encontra-se sepultado no Cemitério de Nosso Salvador, Oslo, na Noruega.

## Temas
Munch retratava as mulheres ora como sofredoras frágeis e inocentes (ver Puberdade e Amor e Dor), ora como causa de grande anseio, ciúme e desespero (ver Separação, Ciúmes e Cinzas). As últimas obras pretendem ser um resumo das preocupações da sua existência: Entre o Relógio e a Cama, Auto-Retrato de 1940. Toda a obra está impregnada pelas suas obsessões: a morte, a solidão, a melancolia, o terror das forças da natureza.

## Obras principais

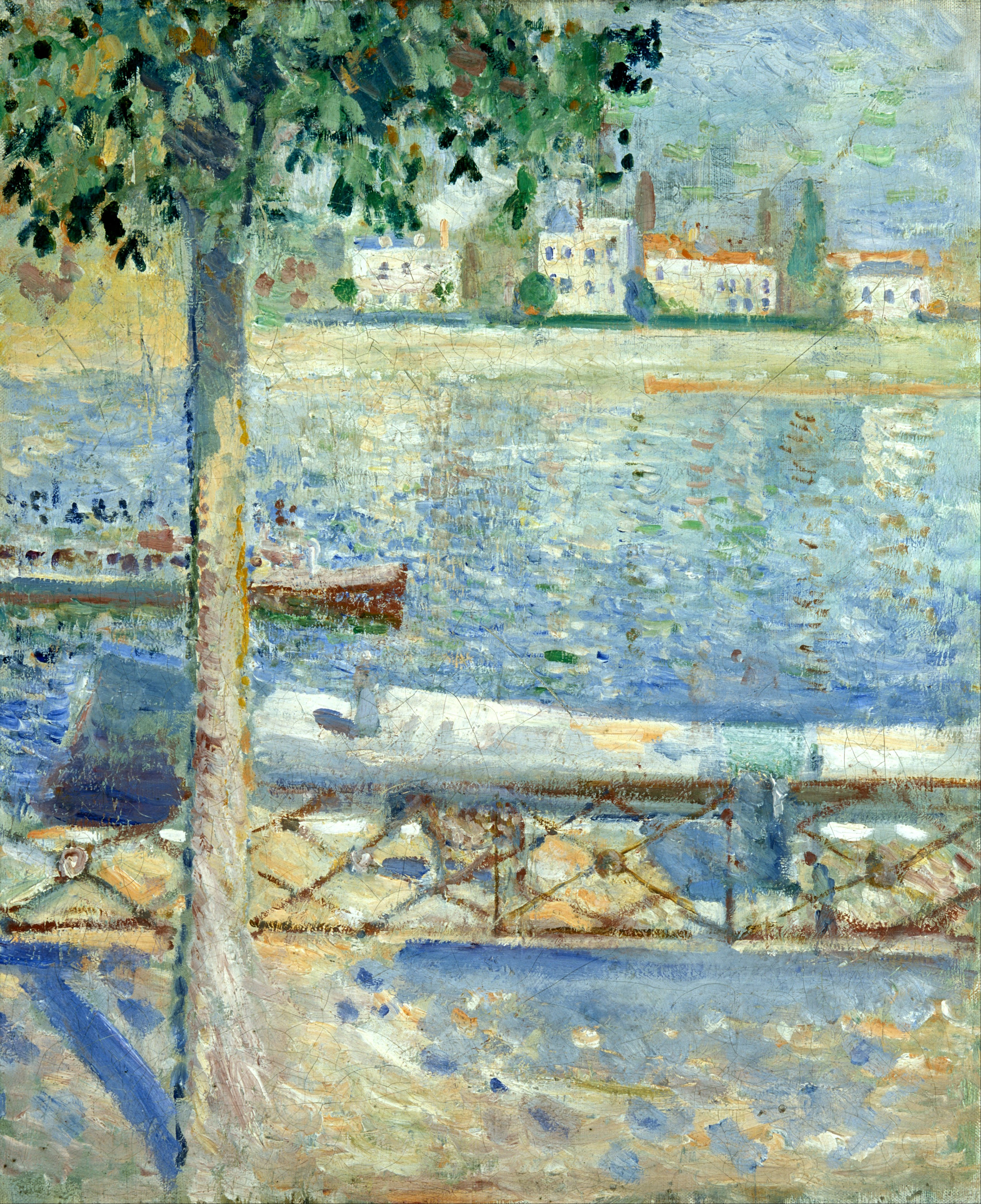
The Seine at Saint-Cloud. 1890. 46 × 38 cm. Munch Museum, Oslo
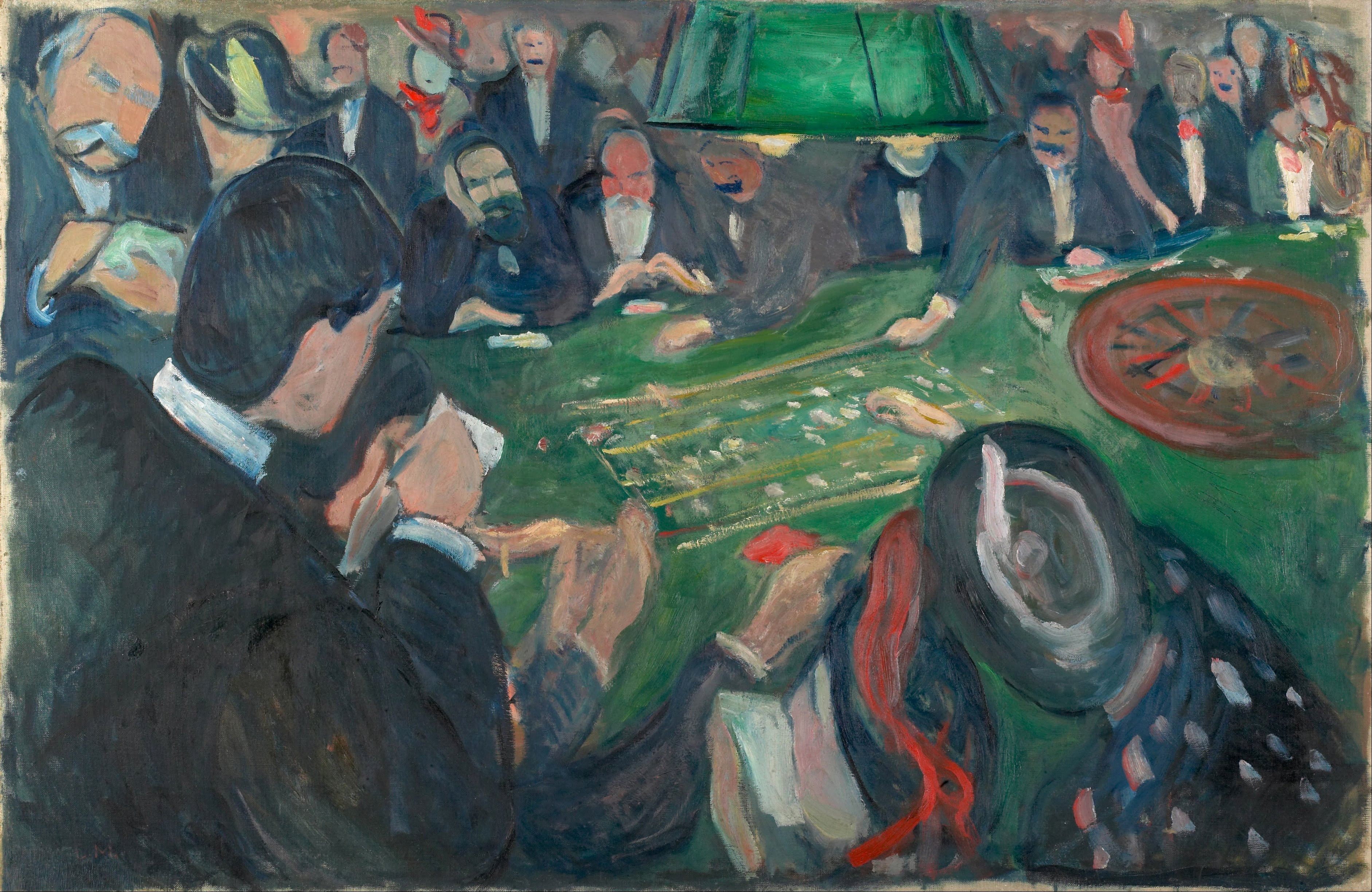
At the Roulette Table in Monte Carlo. 1892. 74,5 × 116 cm. Munch Museum, Oslo
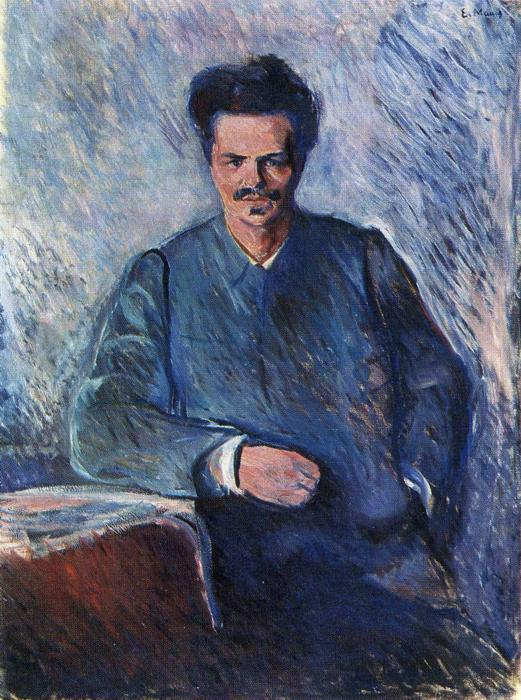
August Strindberg. 1892. 120 × 90 cm. Museum of Modern Art, Estocolmo, Suécia
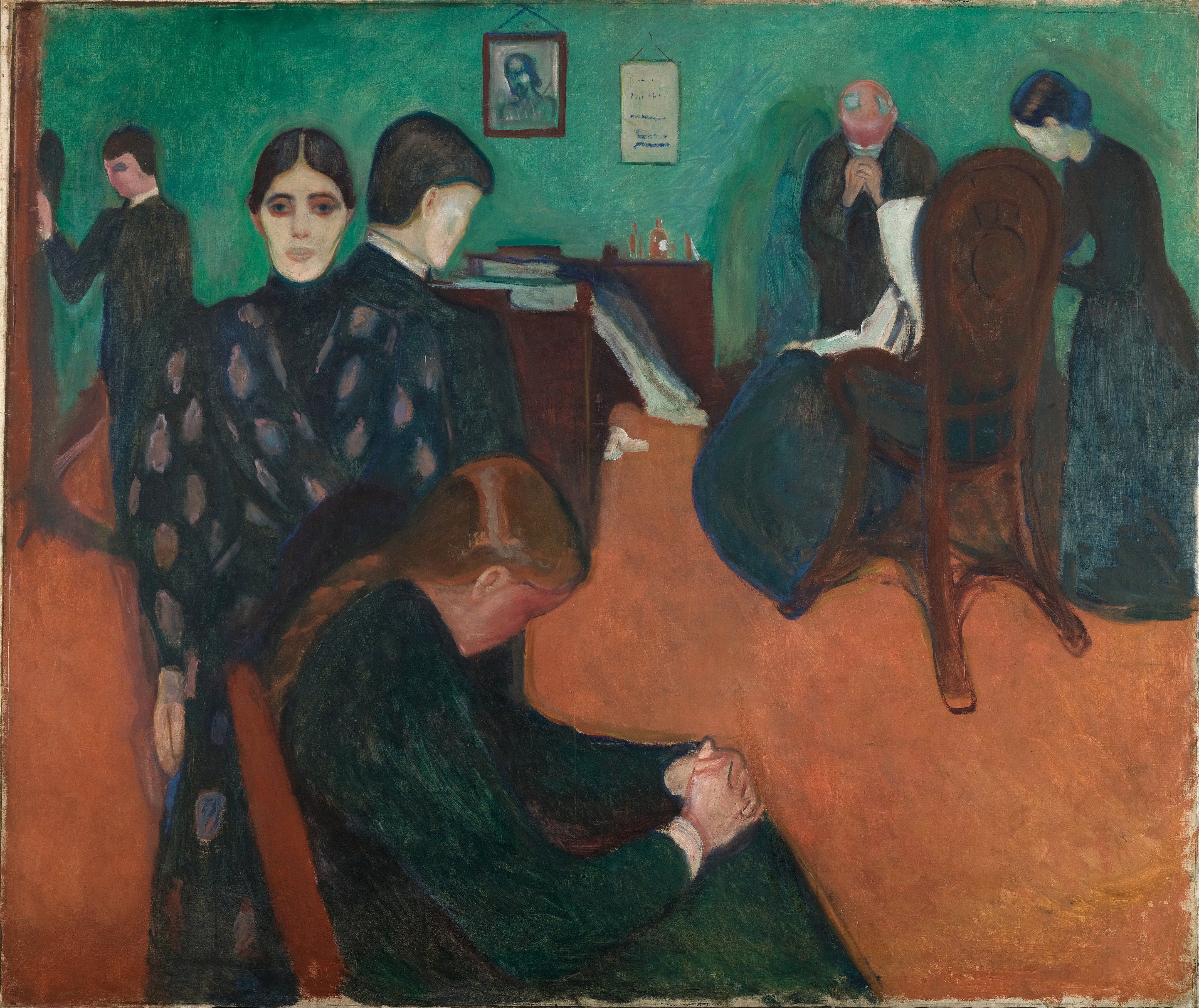
Death in the Sickroom. 1893. 134 × 160 cm. Munch Museum, Oslo
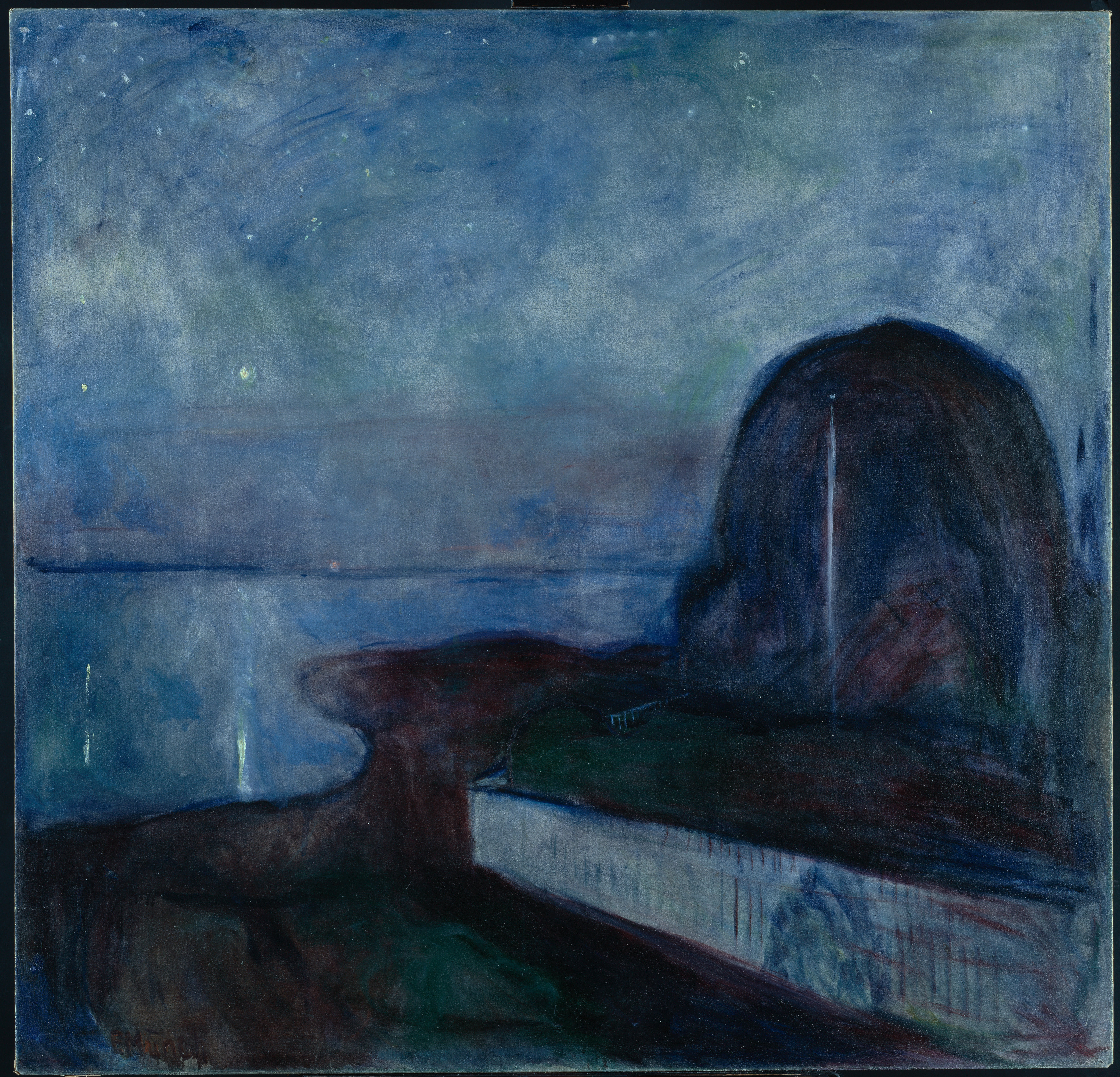
Noite estrelada. 1893. 135.6 × 140 cm. J. Paul Getty Museum.
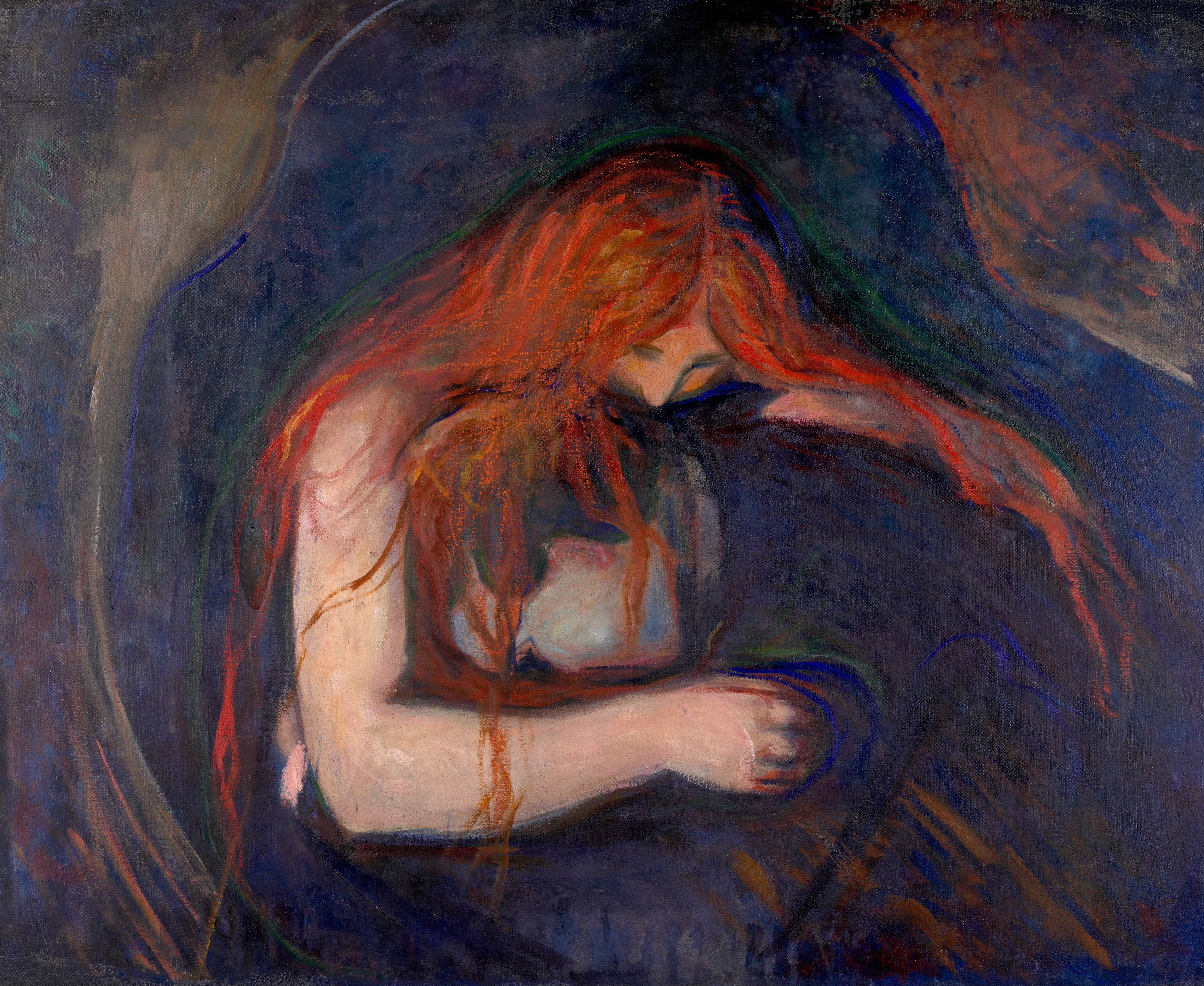
Vampiro. 1895. 91 × 109 cm. Munch Museum, Oslo
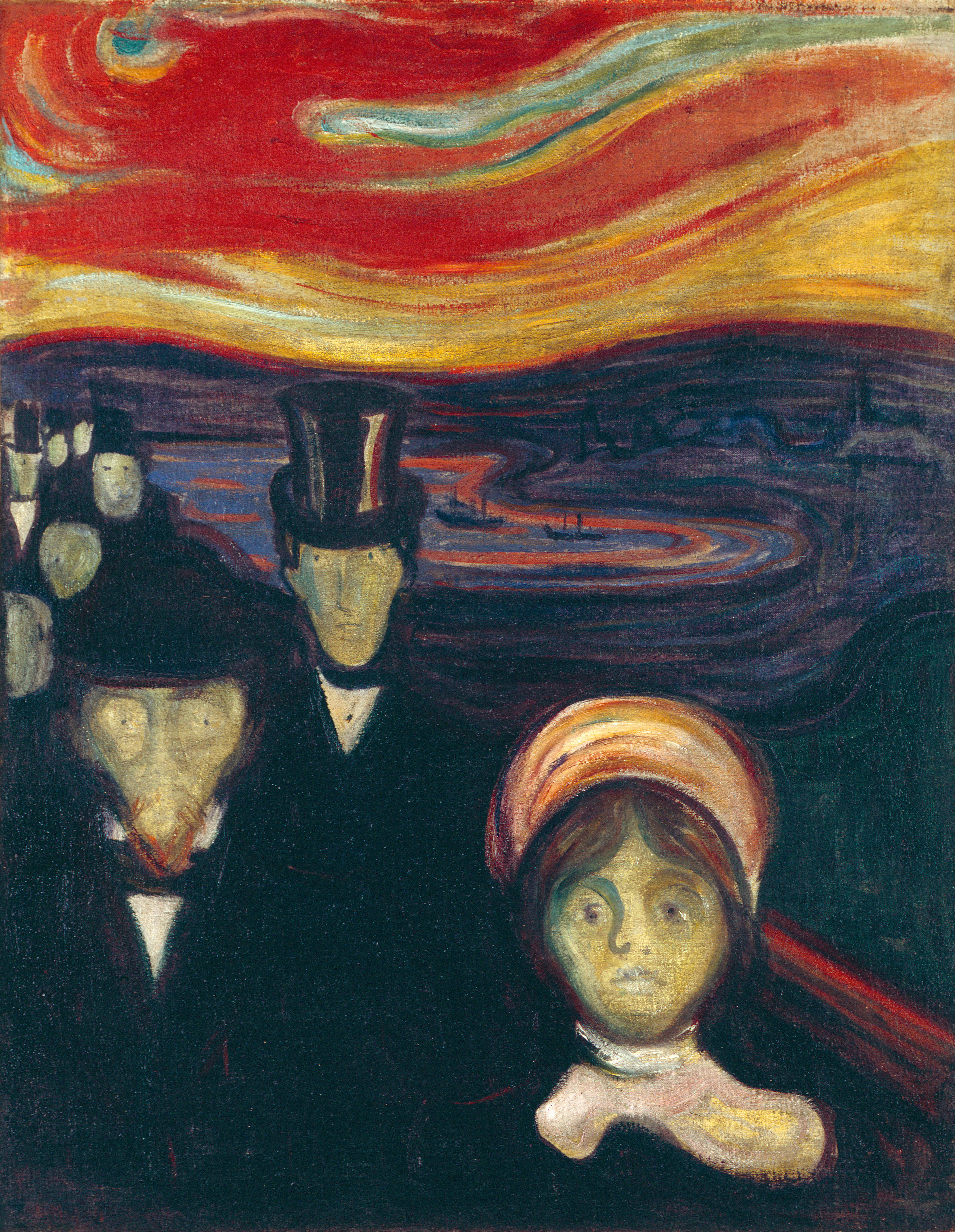
Ansiedade. 1894. 94 × 74 cm. Munch Museum, Oslo
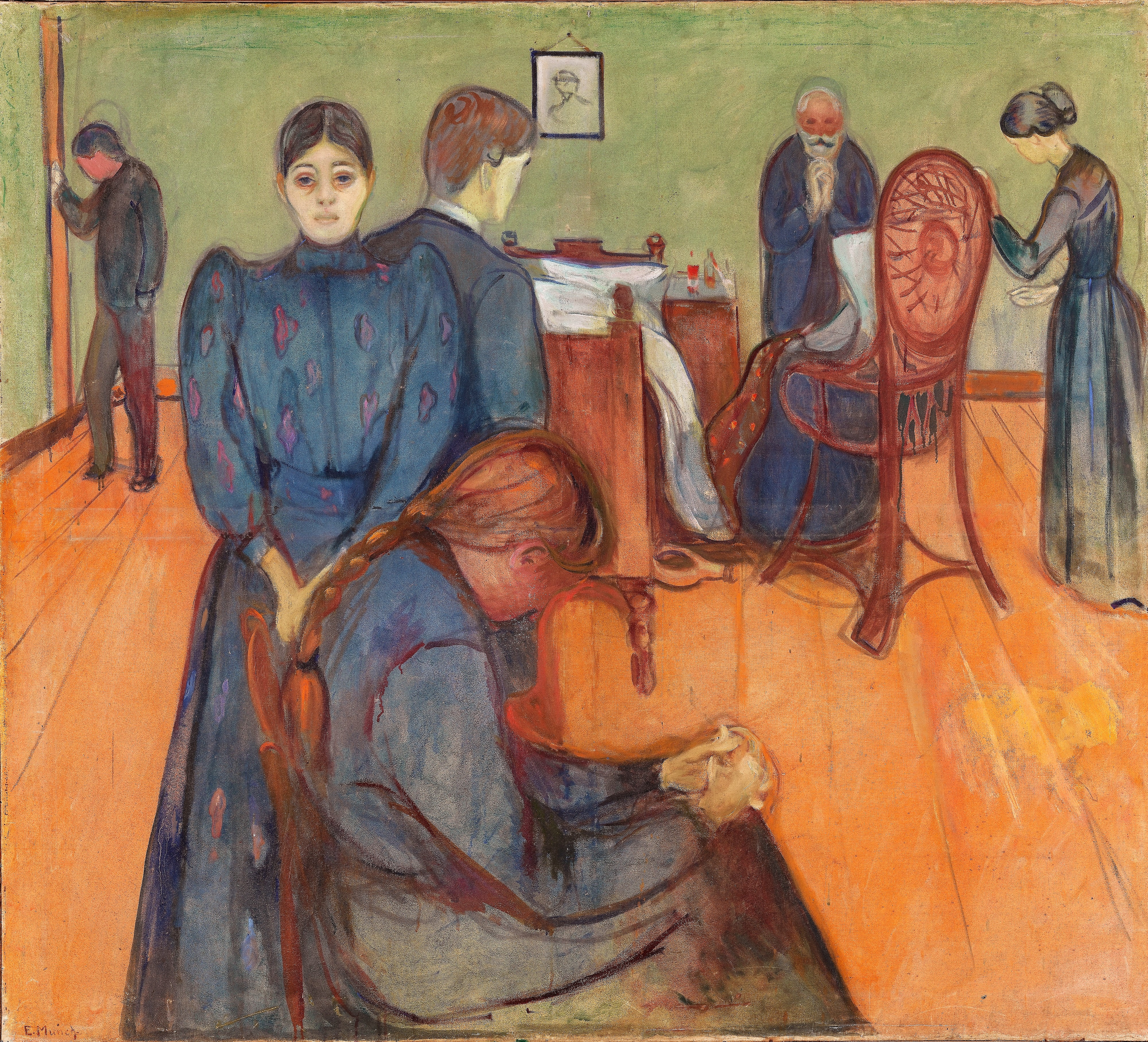
Death in the Sickroom. c. 1895. 59 × 66 in. Nasjonalgalleriet, Oslo
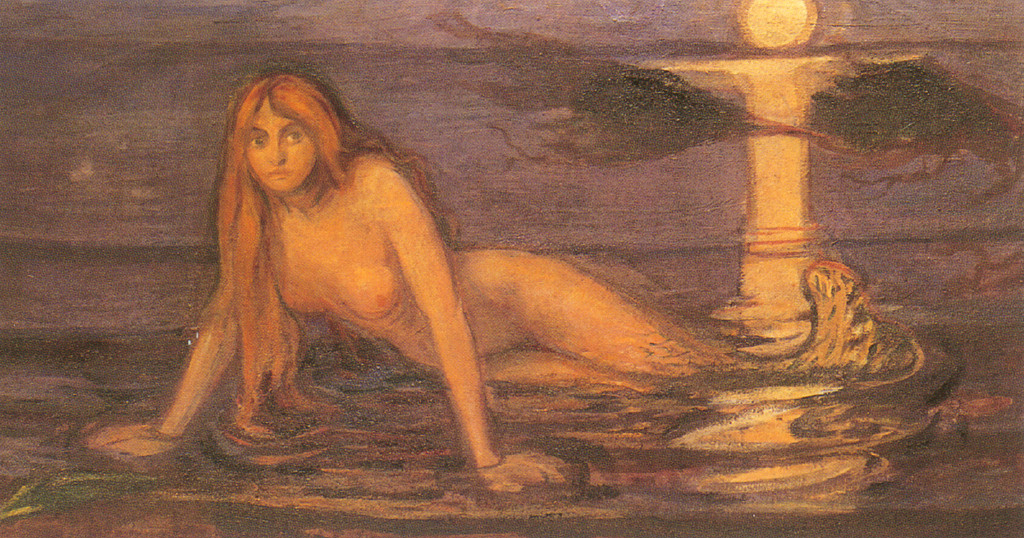
Senhorita do Mar. 1896. 39½ × 126 in.
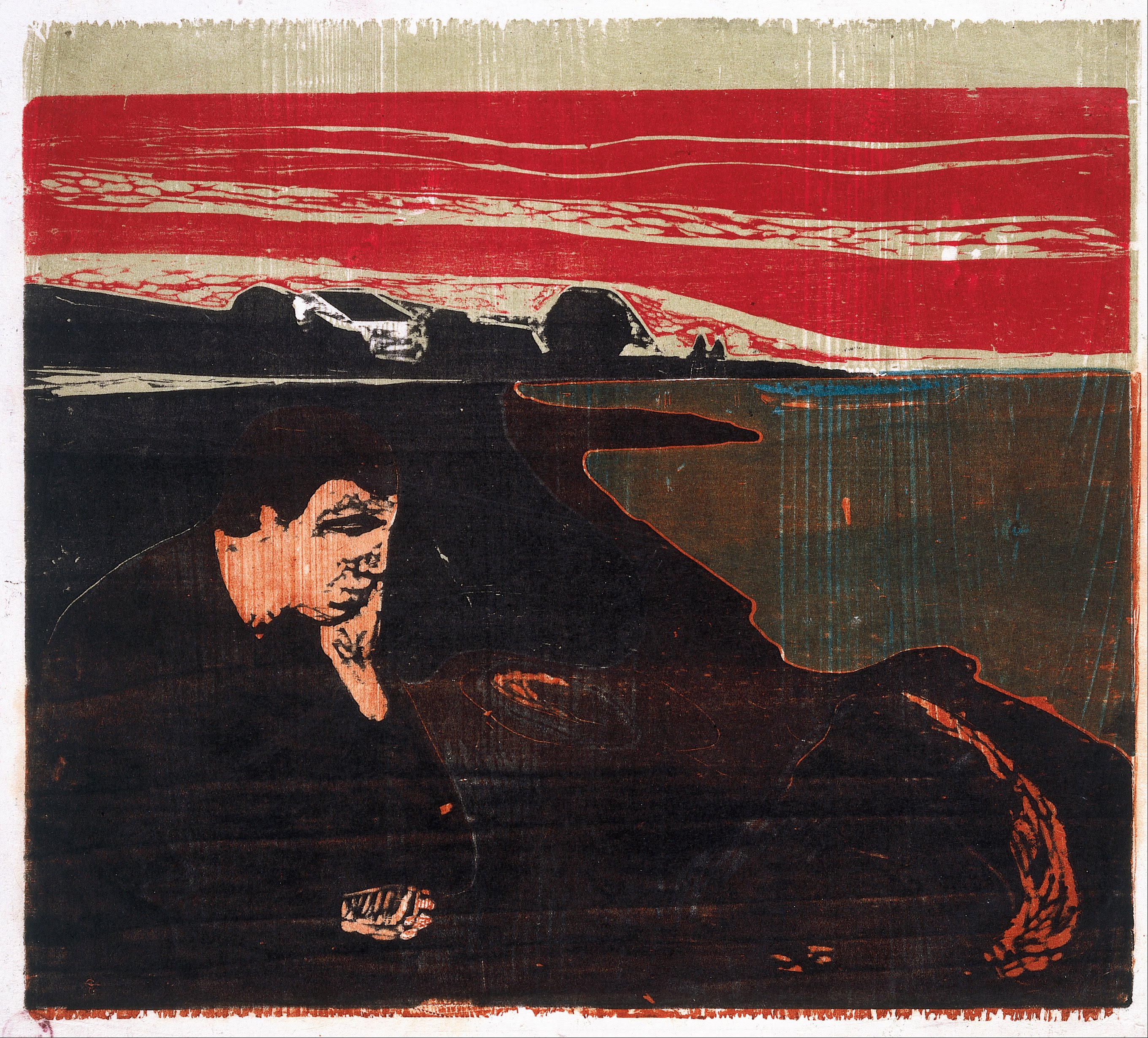
Melancolia da Noite I. 1896. 41.1 × 55.7 cm. Munch Museum, Oslo
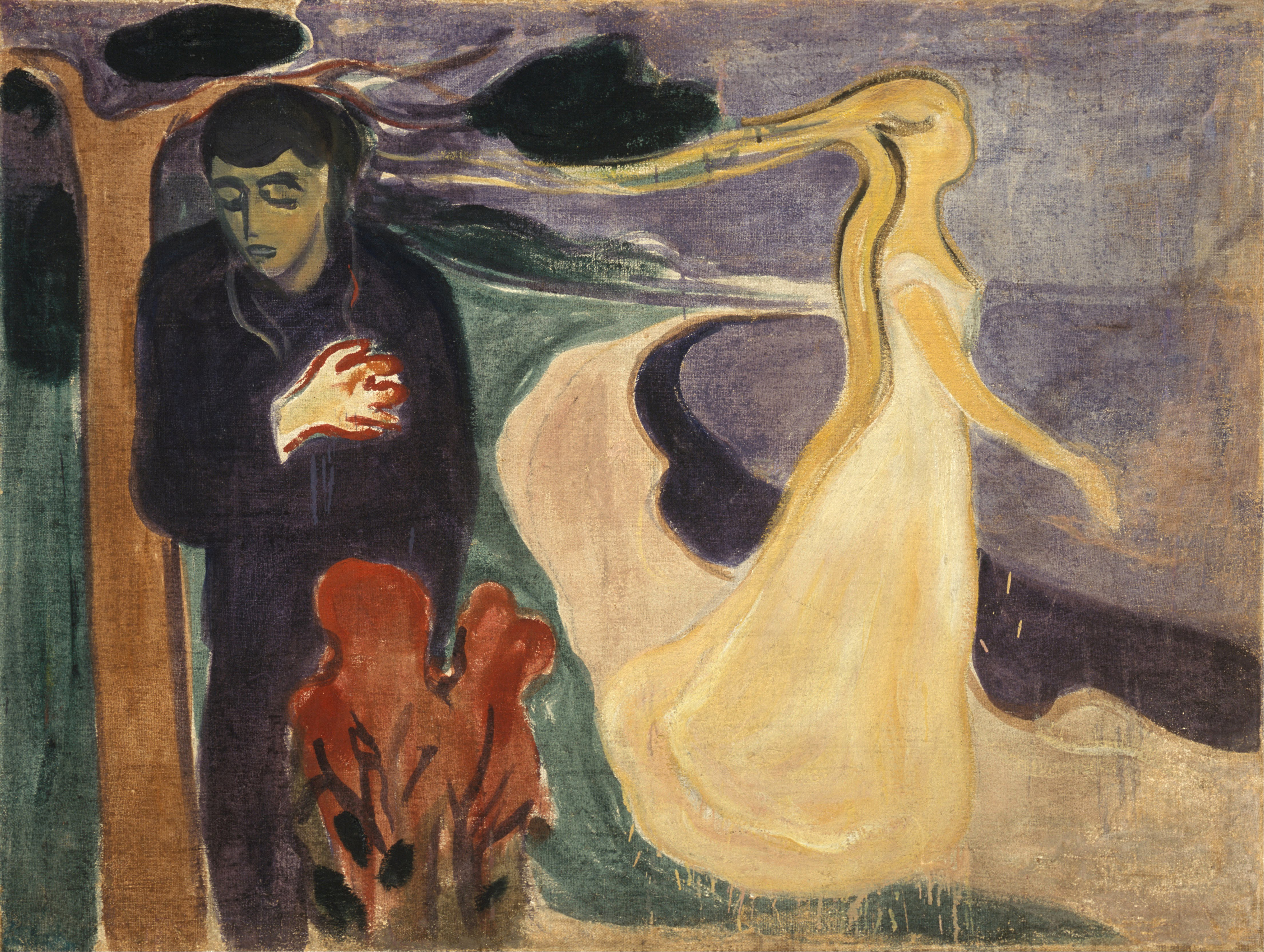
Separação. 1896. 96 × 127 cm. Munch Museum, Oslo
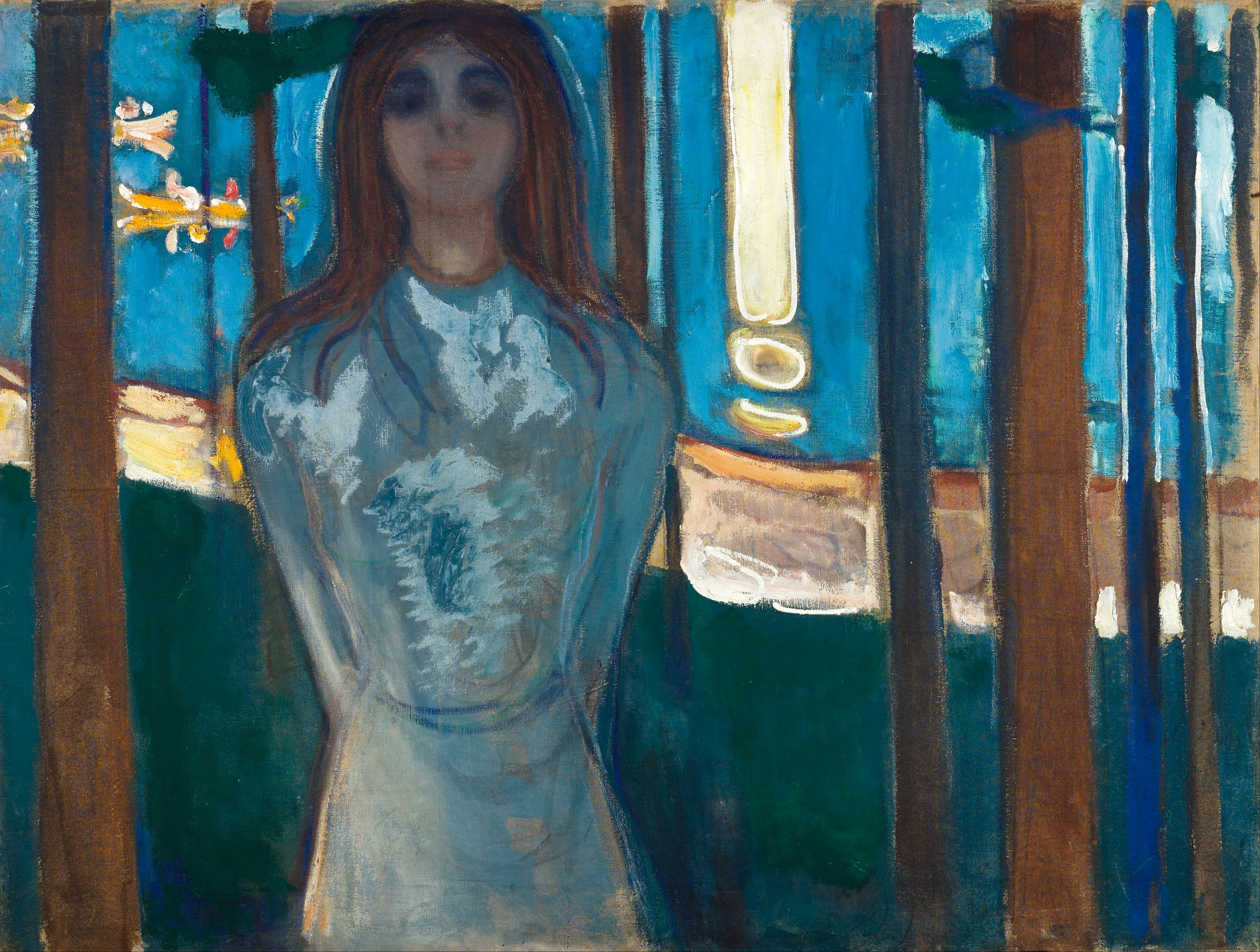
A voz / Noite de verão. 1896. 90 × 119 cm. Munch Museum, Oslo
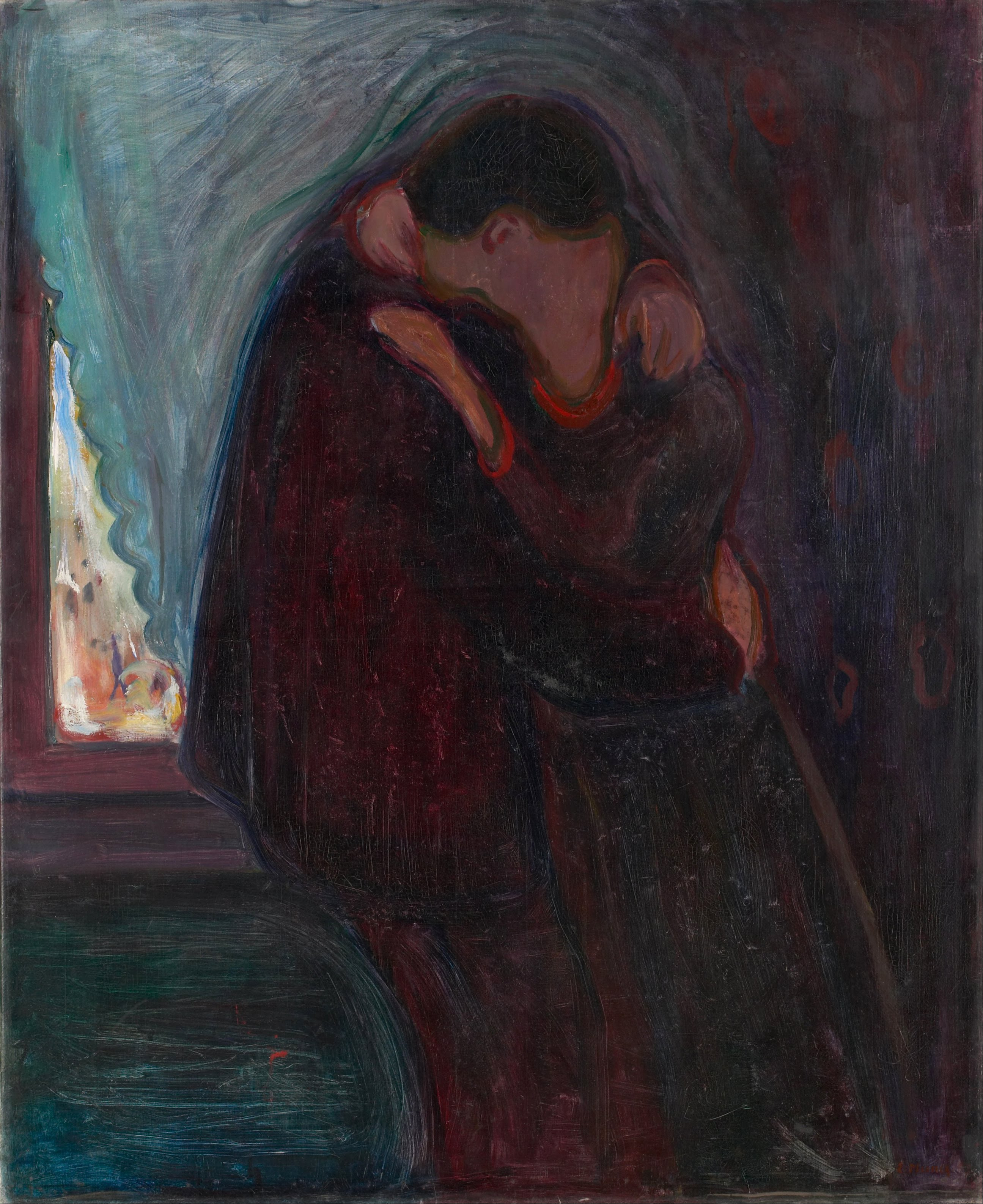
O beijo. 1897. 99 × 81 cm. Munch Museum, Oslo
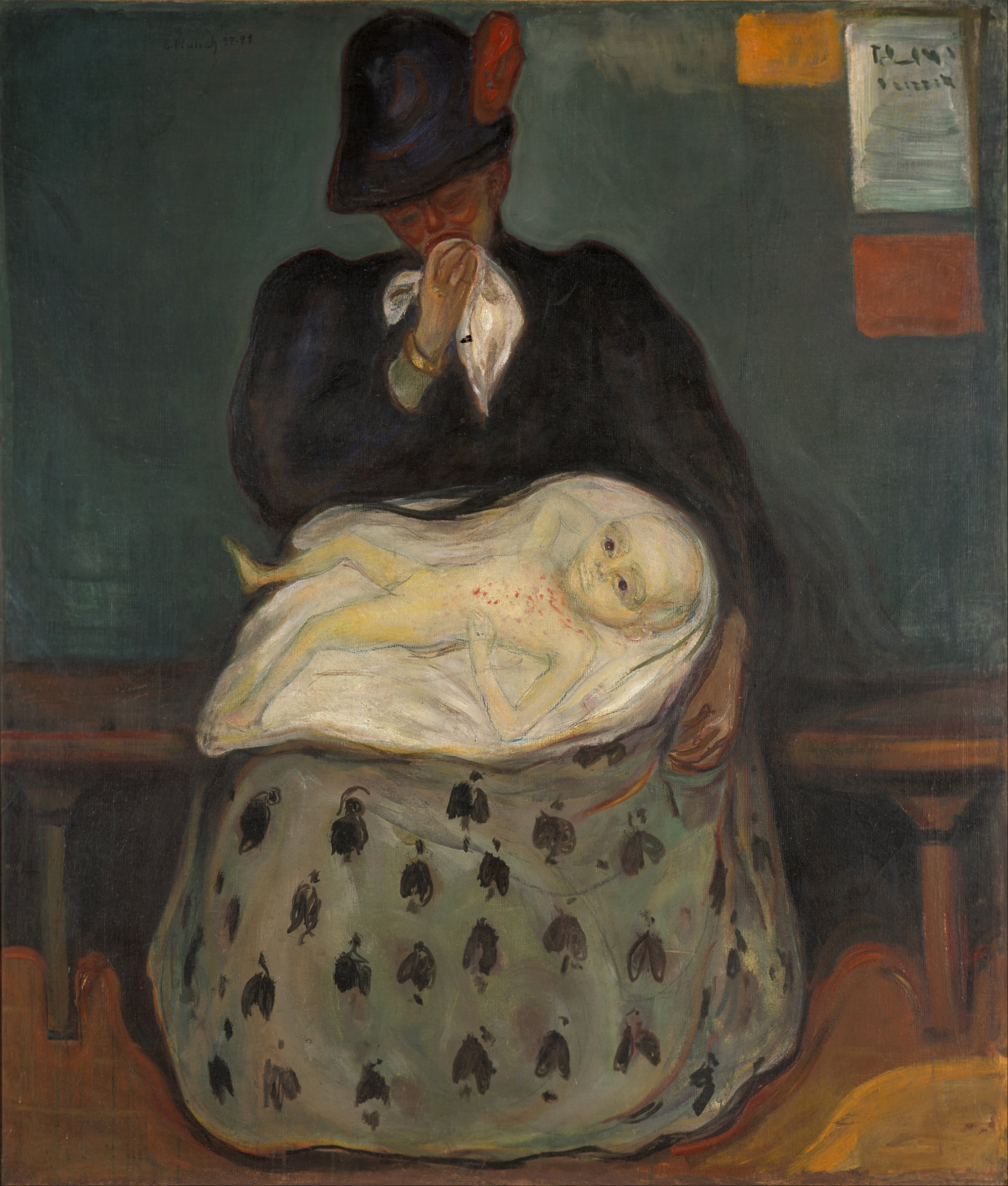
Herança. 1897–99. 141 × 120 cm. Munch Museum, Oslo
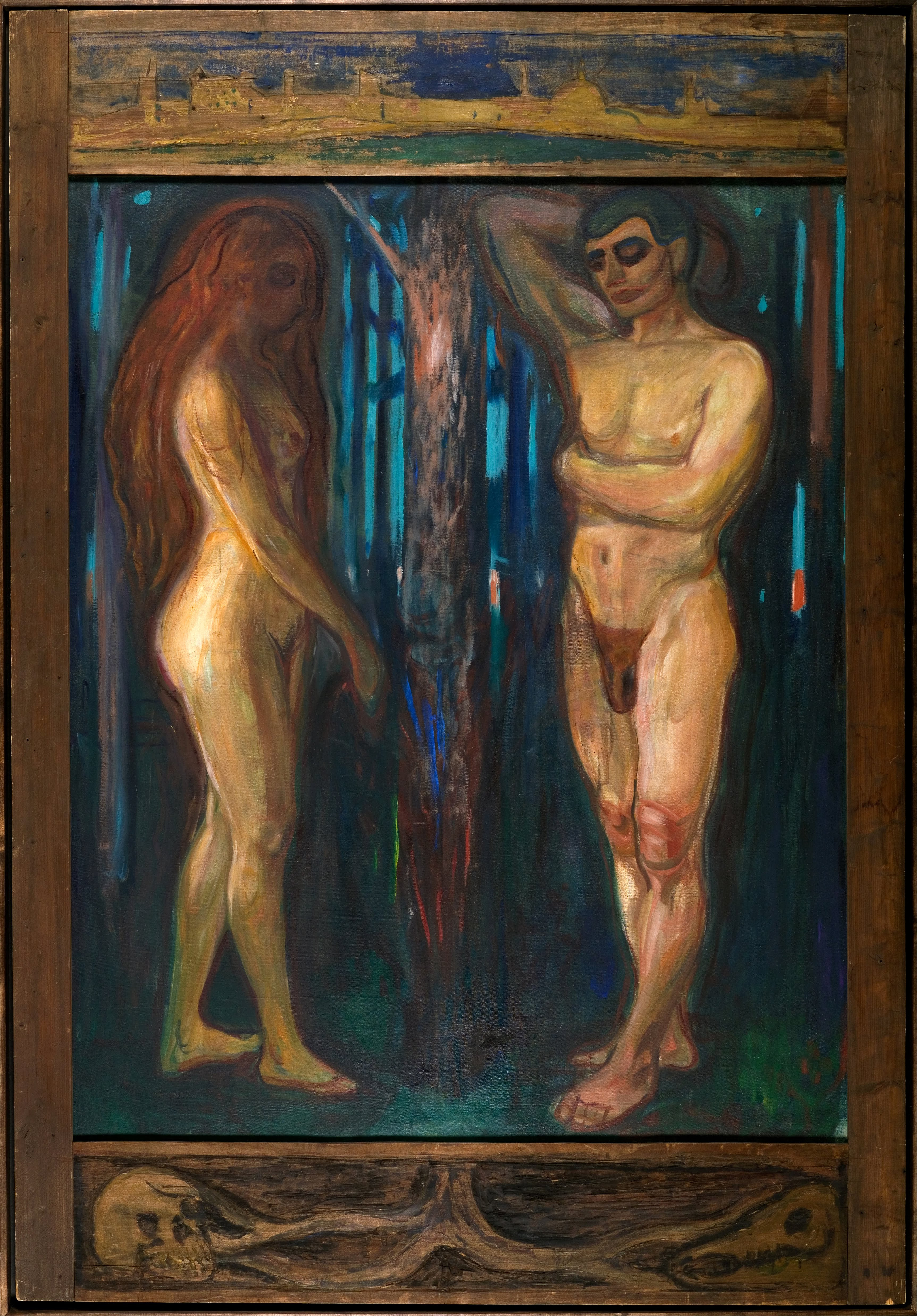
Metabolismo. 1898–99. 172 × 142 cm. Munch Museum, Oslo
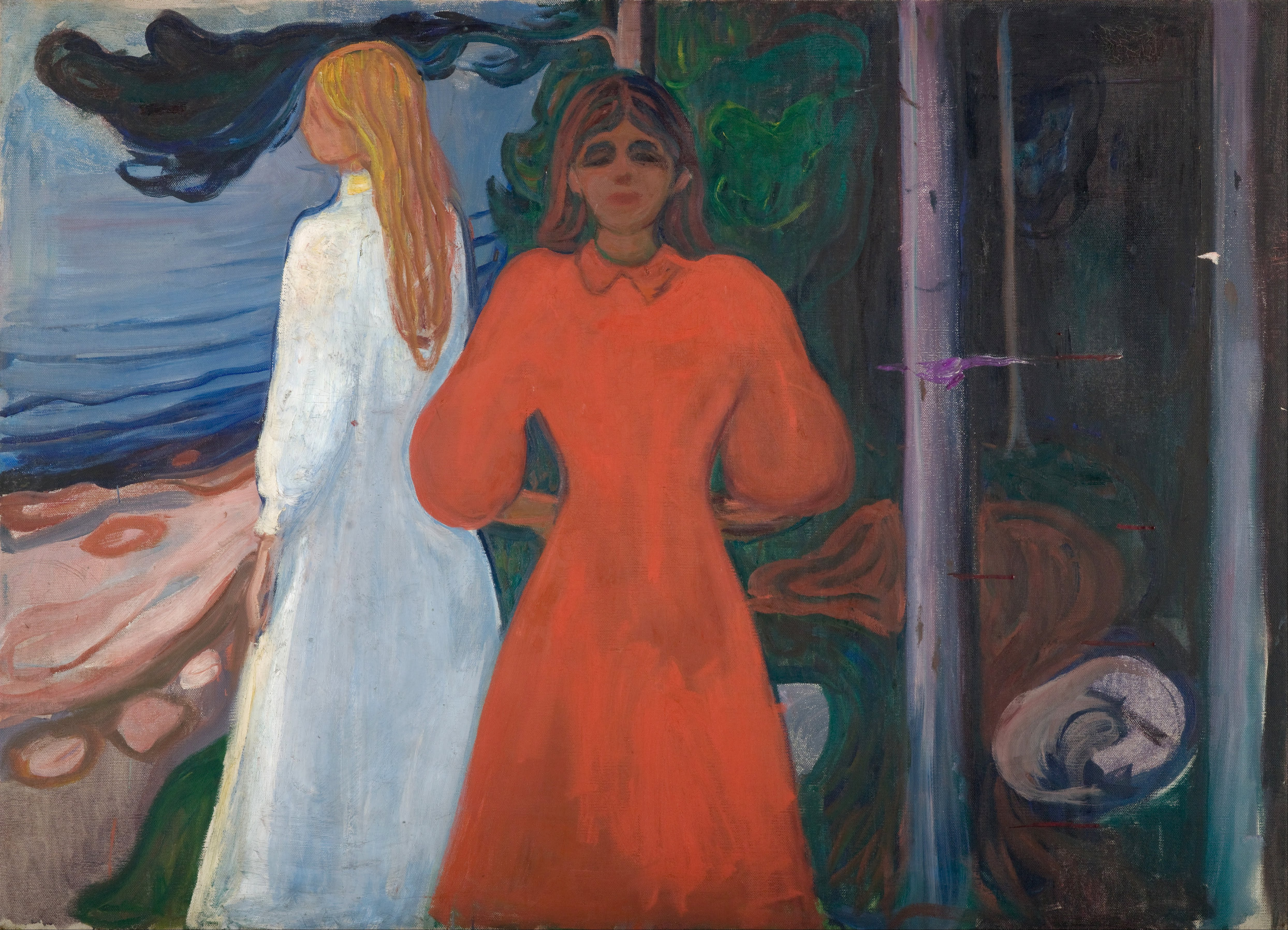
Vermelho e branco. 1899–1900. 93 × 129 cm. Munch Museum, Oslo
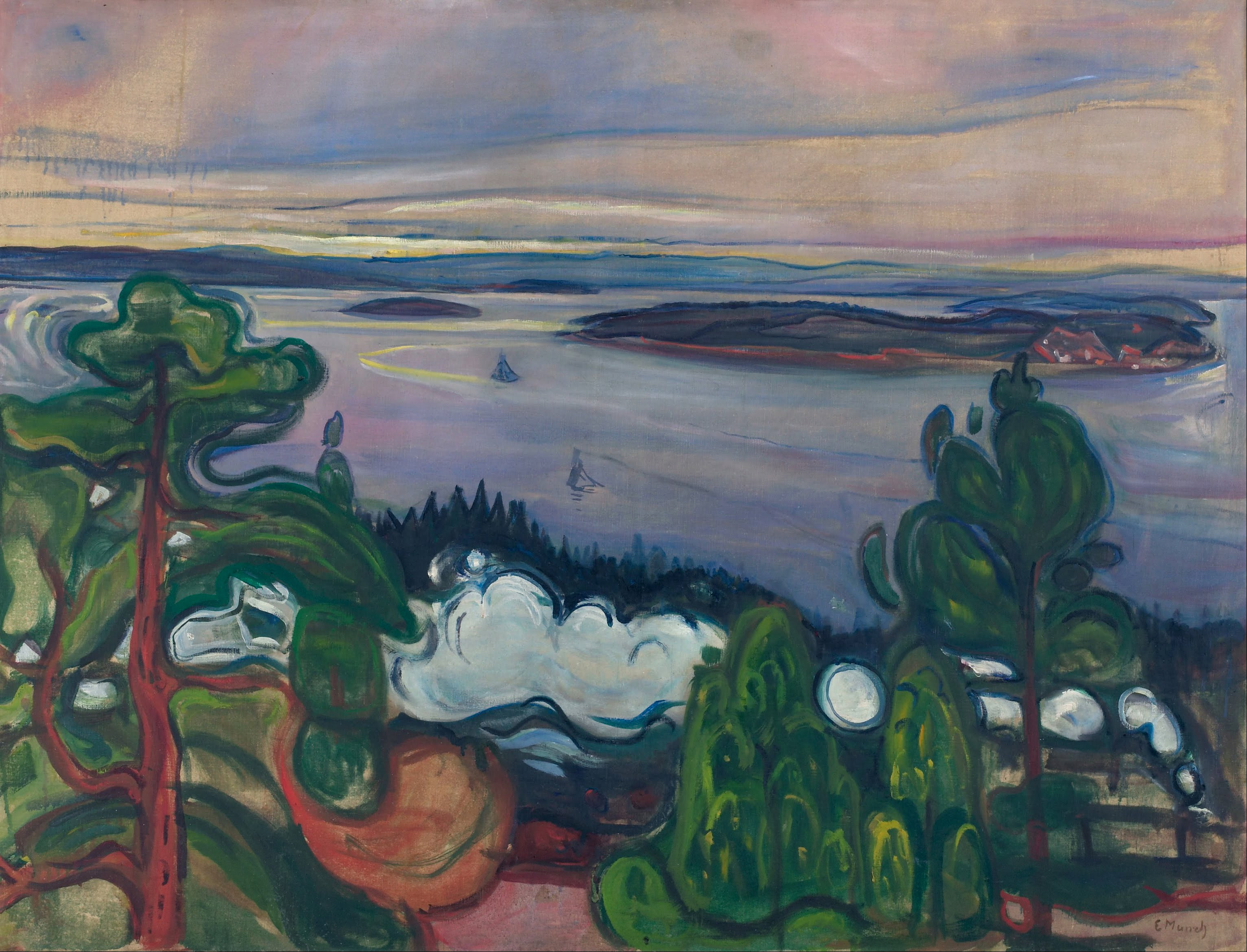
Fumaça de trem. 1900. 84 × 109 cm. Munch Museum, Oslo
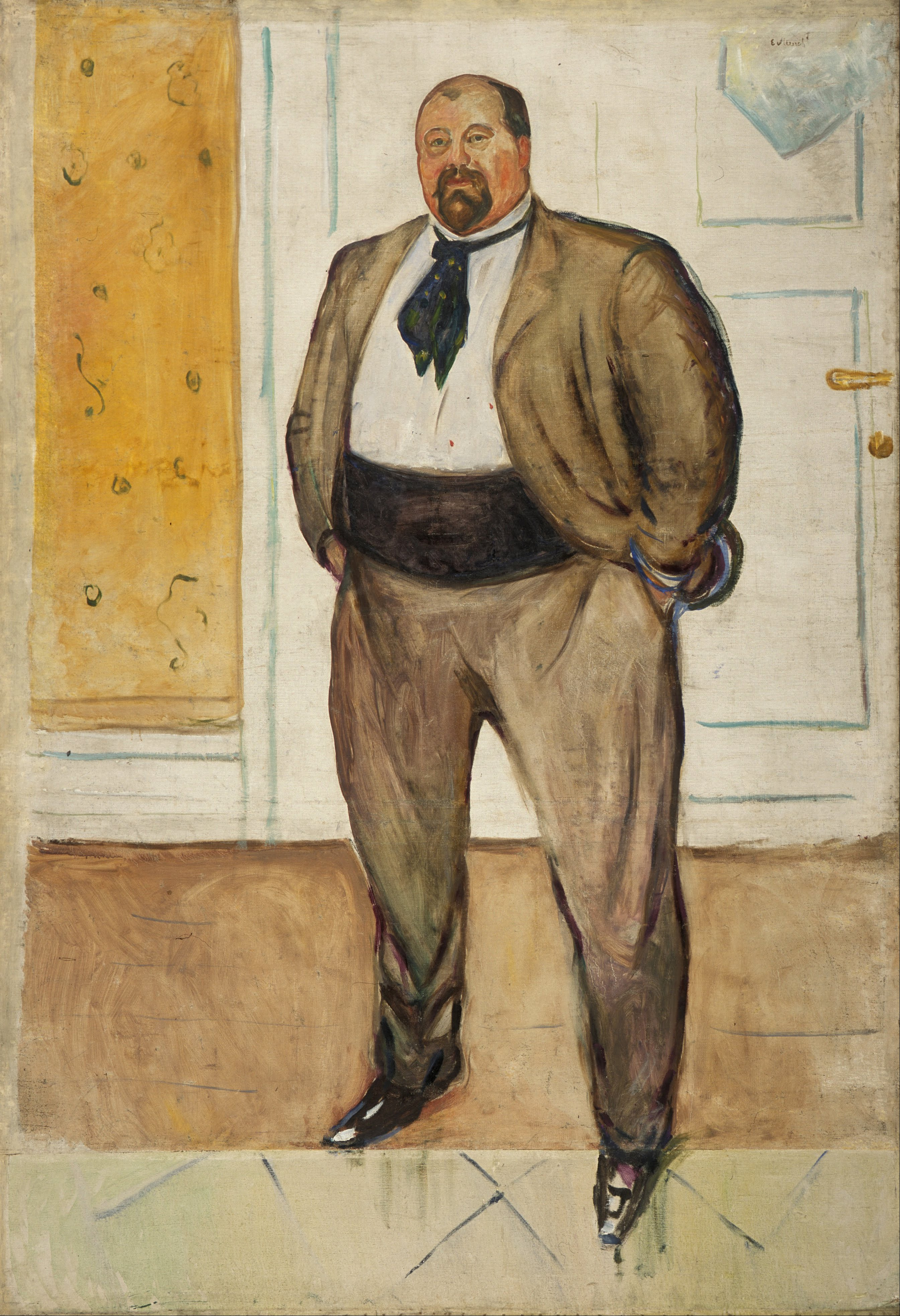
Conselheiro Christen Sandberg. 1901. 215 × 147 cm. Munch Museum, Oslo
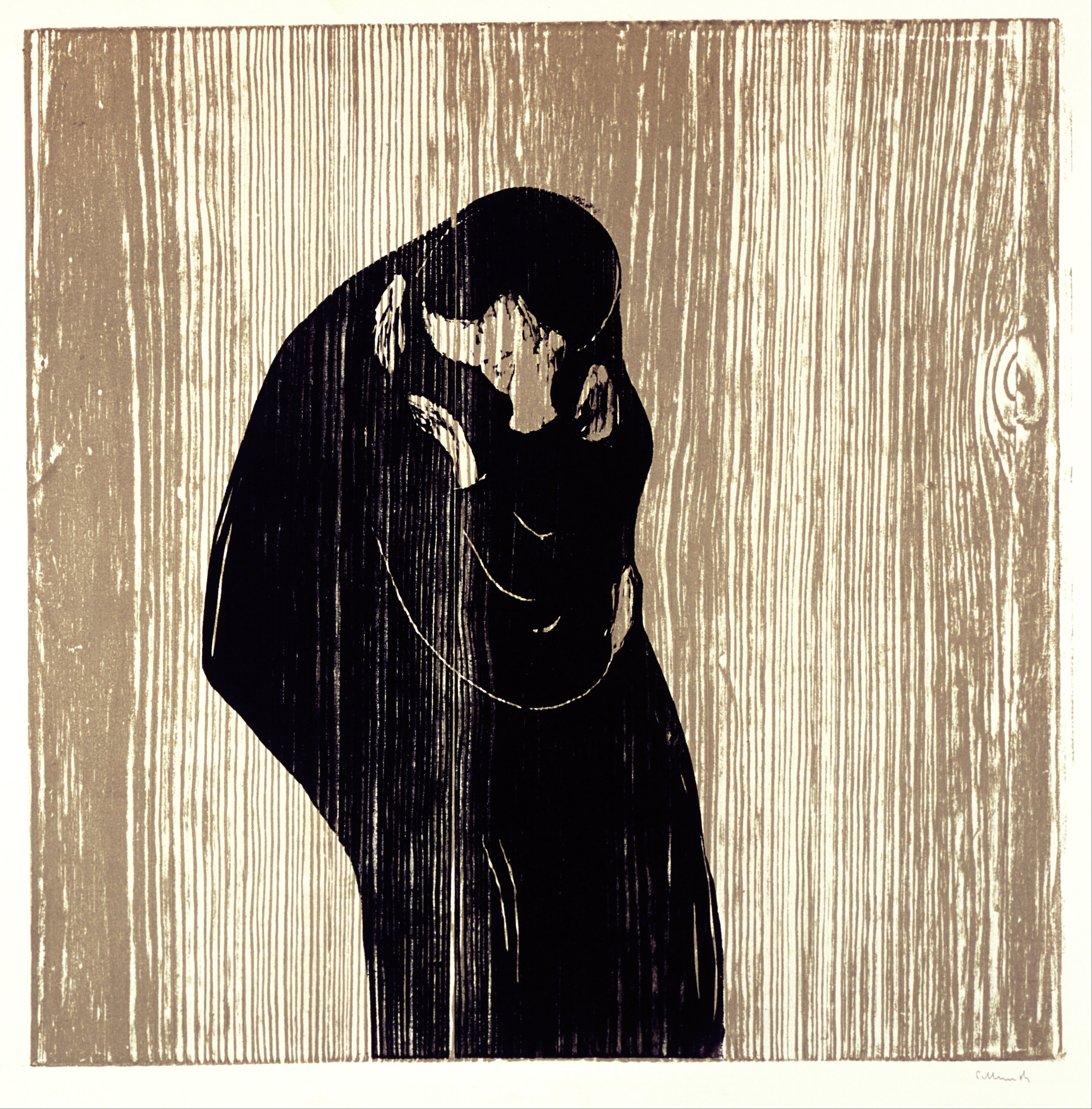
O beijo IV. 1902. 47 × 47 cm. Munch Museum, Oslo
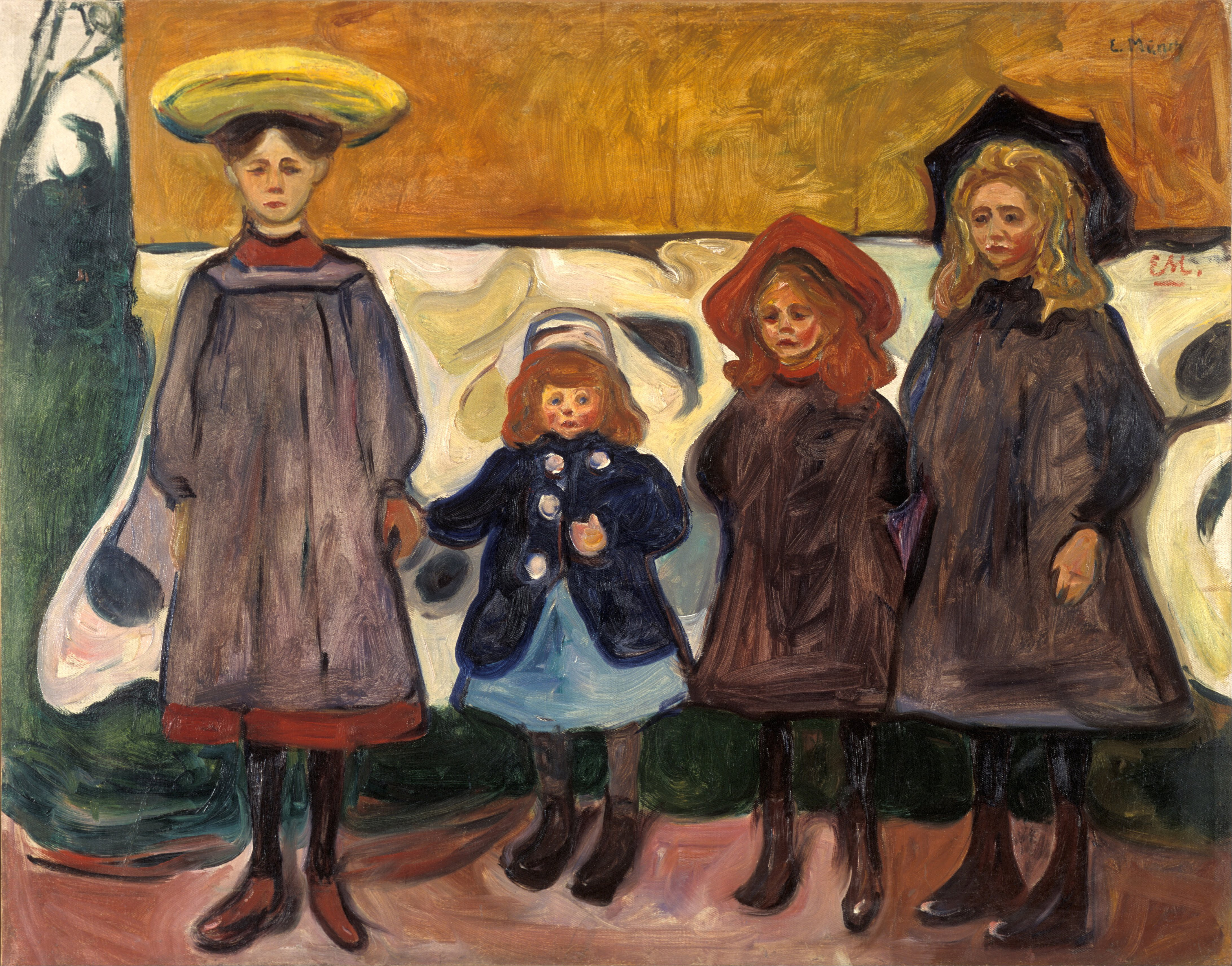
Quatro garotas em Åsgårdstrand. 1903. 87 × 111 cm. Munch Museum, Oslo
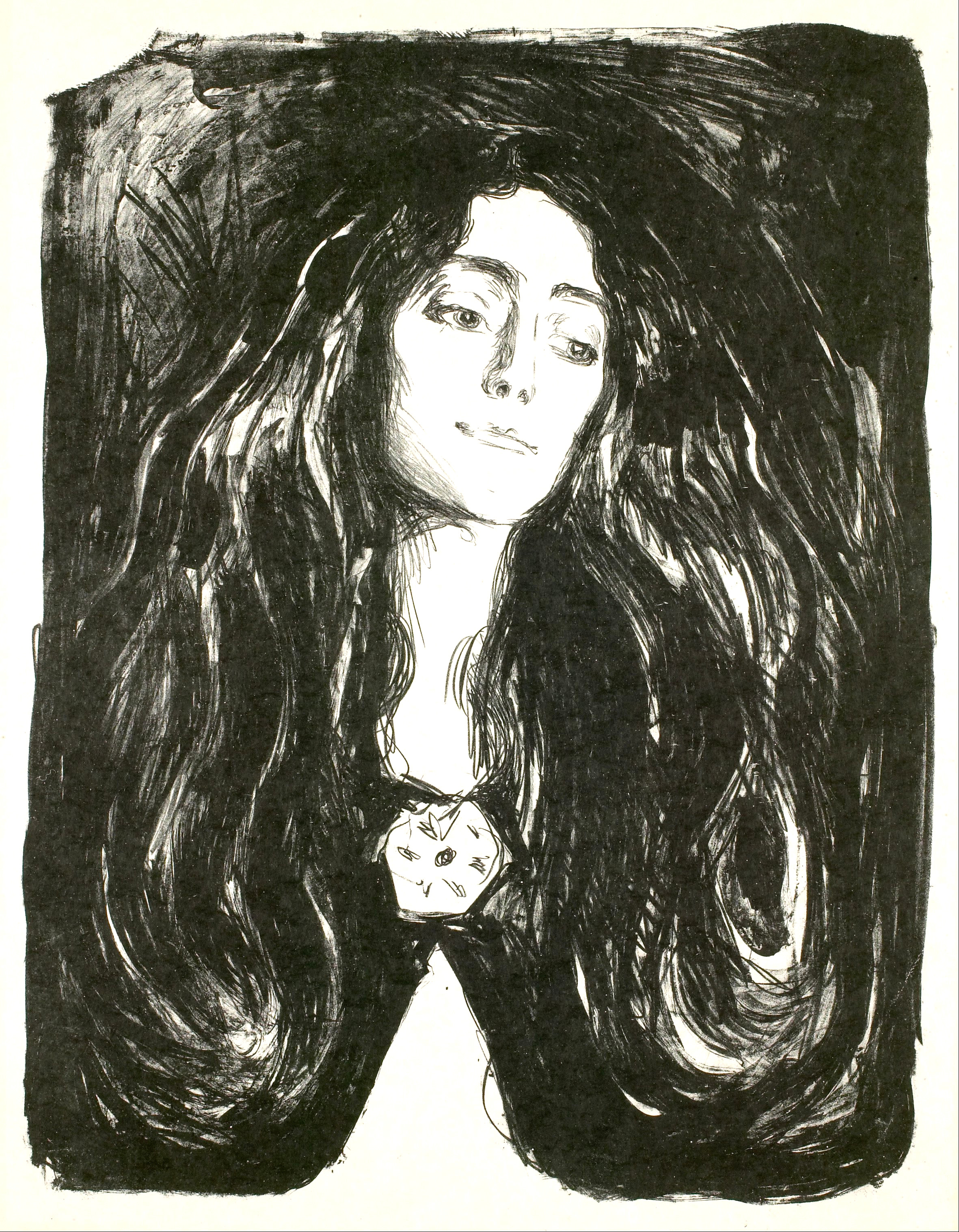
Eva Mudocci. 1903. 76 × 53.2 cm. Munch Museum, Oslo
Praia com uma casa vermelha. 1904. 69 × 109 cm. Munch Museum, Oslo
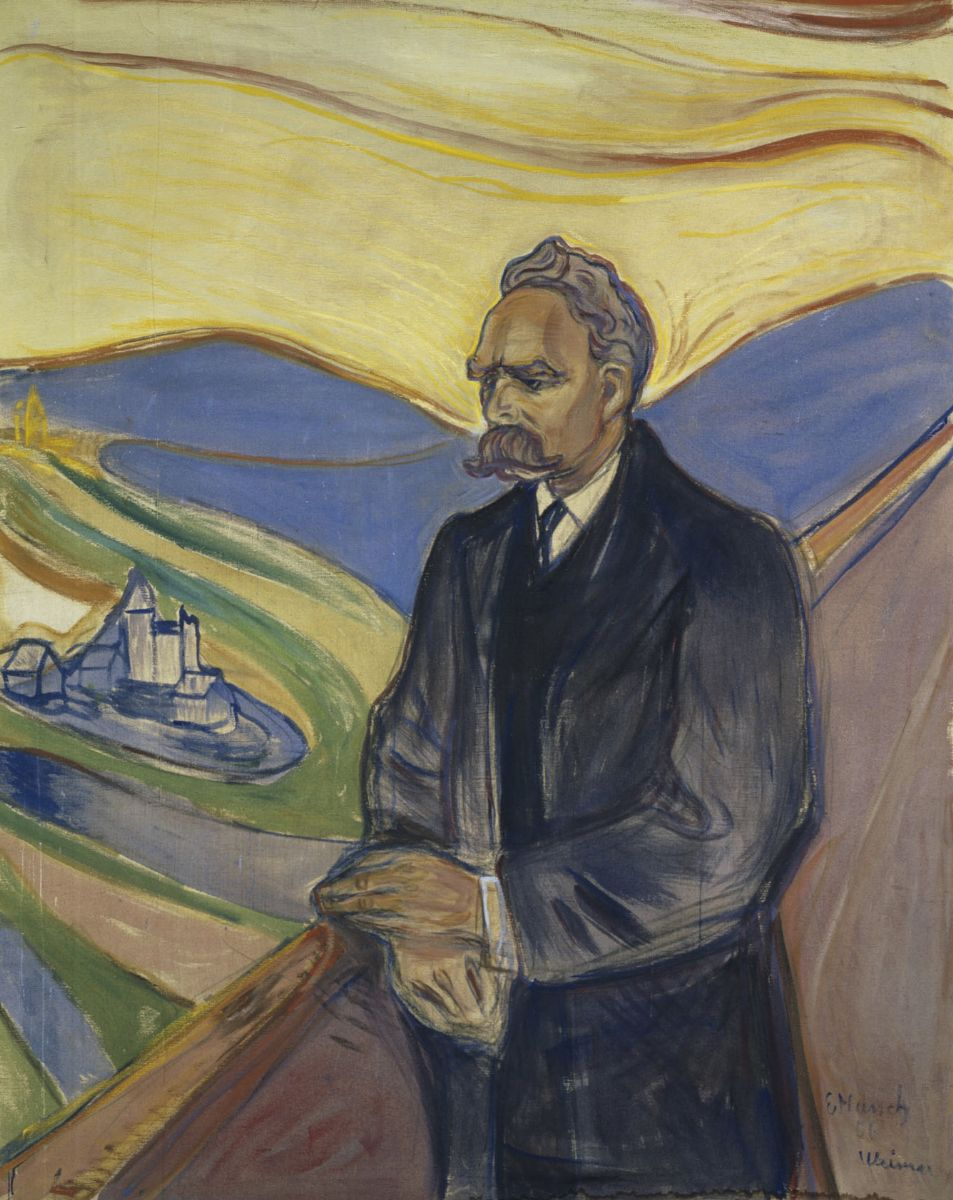
Retrato de Friedrich Nietzsche (1906). Thielska Galleriet, Estocolmo
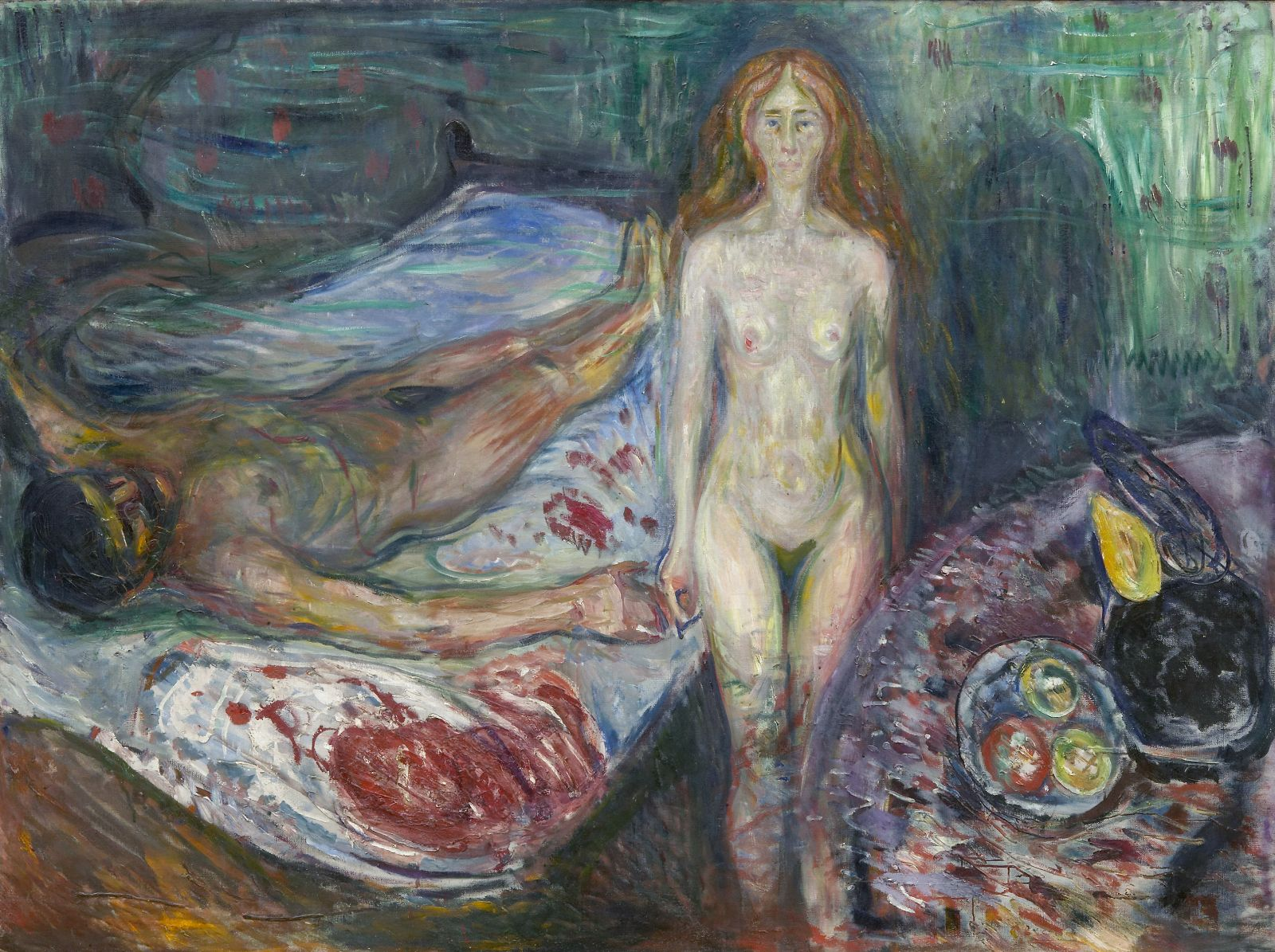
A morte de Marat I (1907)
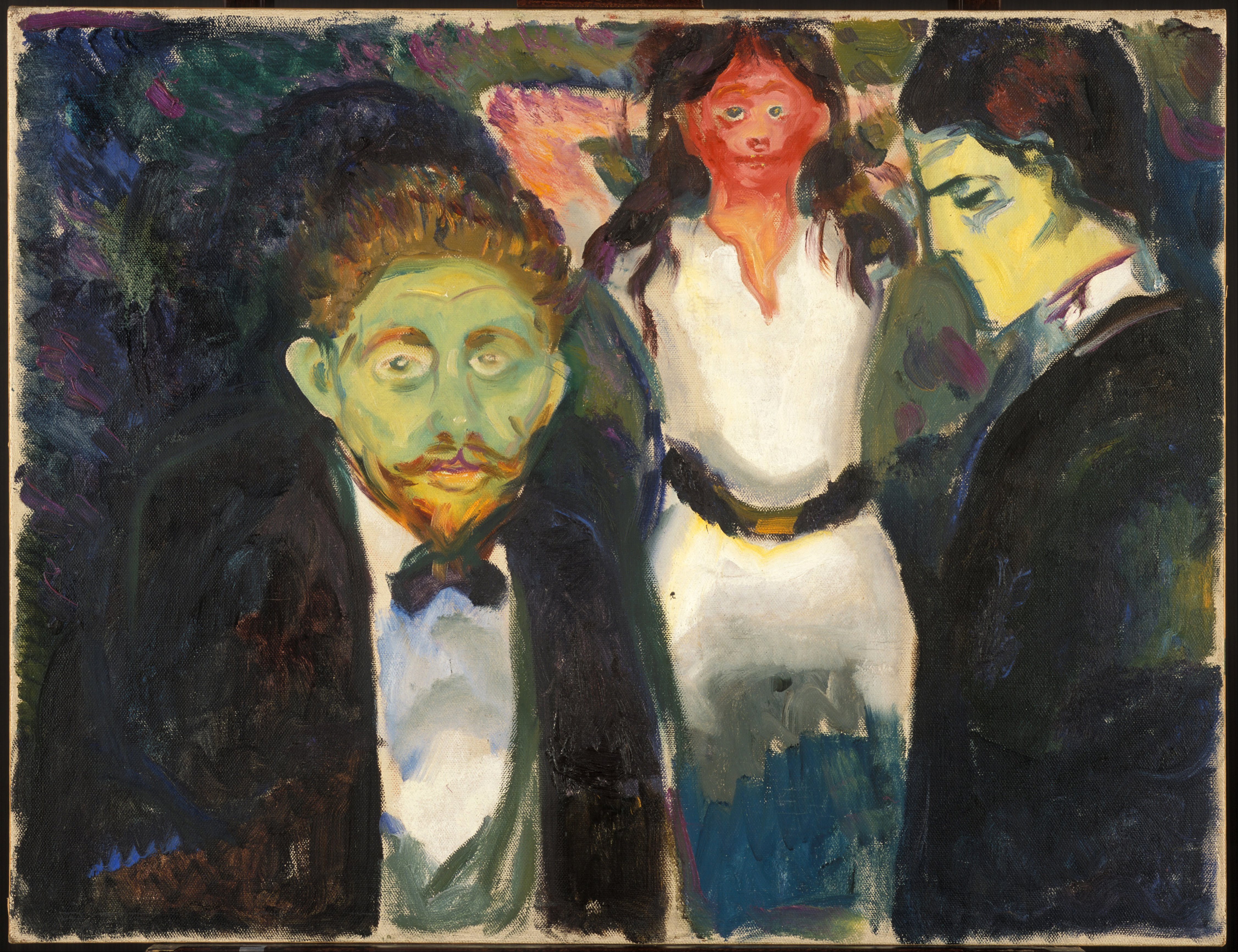
Inveja. 1907. 75 × 98 cm. Munch Museum, Oslo
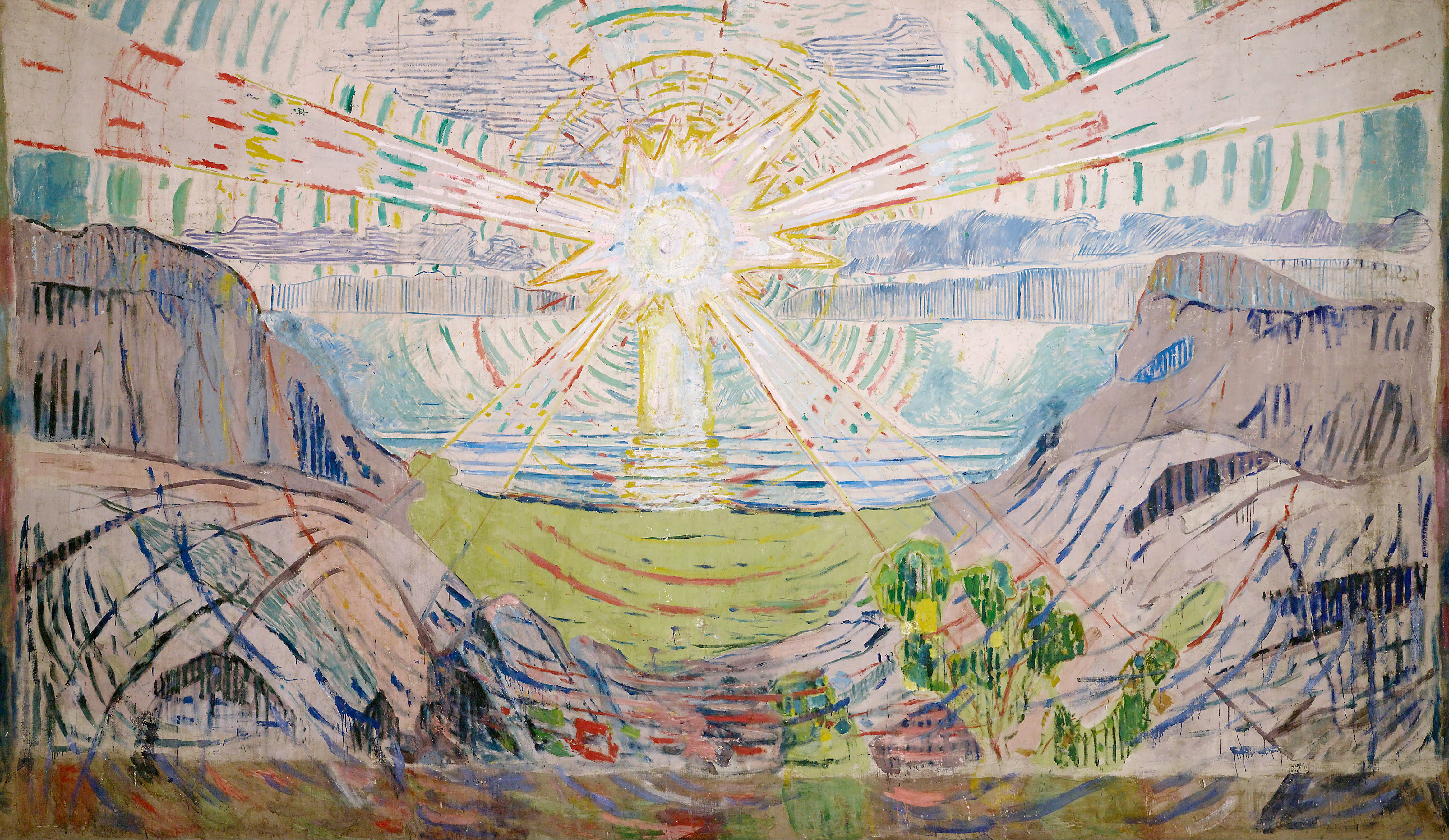
O sol. 1910–11. 450 × 772 cm. Munch Museum, Oslo
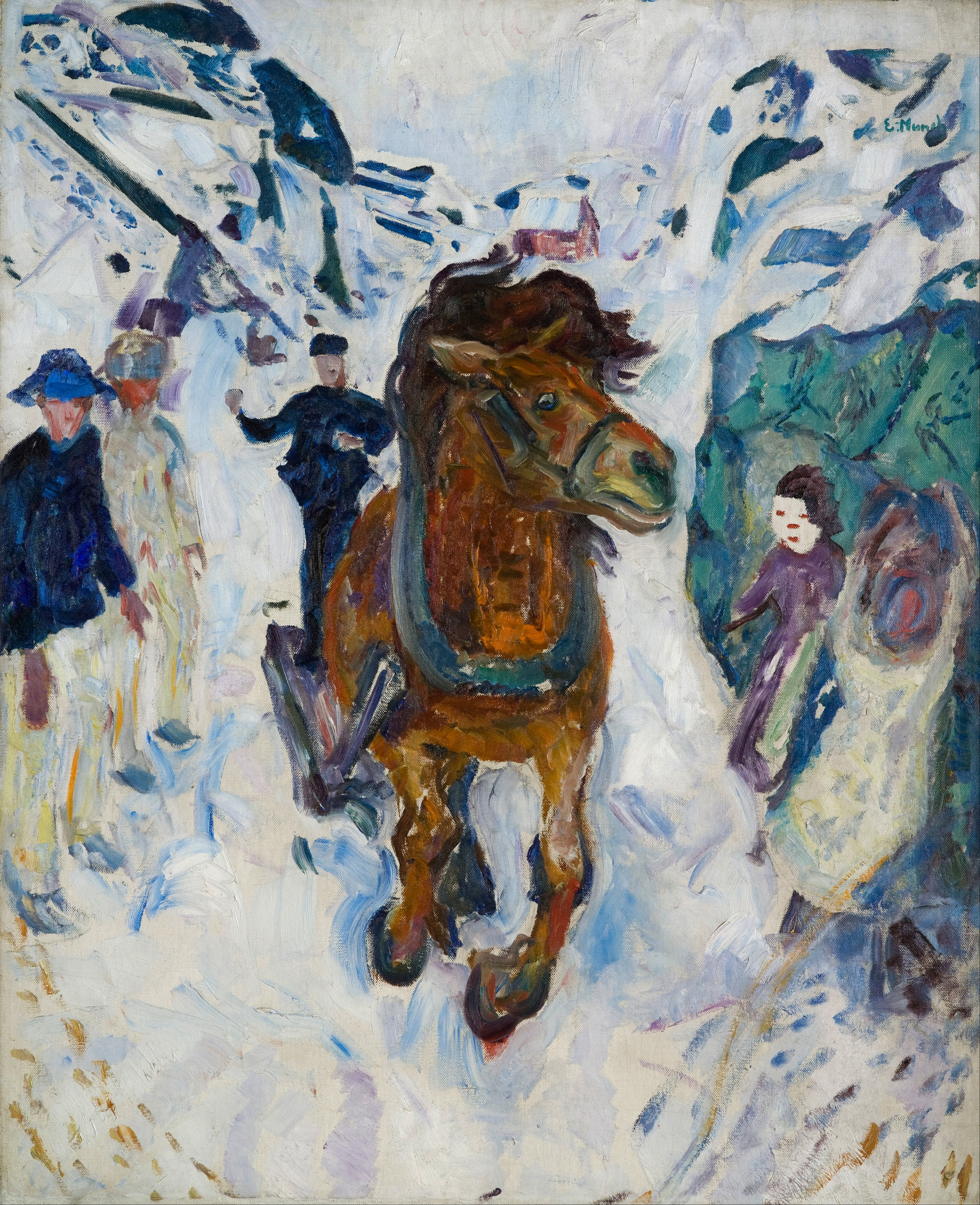
Cavalo galopando. 1910–12. 148 × 120 cm. Munch Museum, Oslo
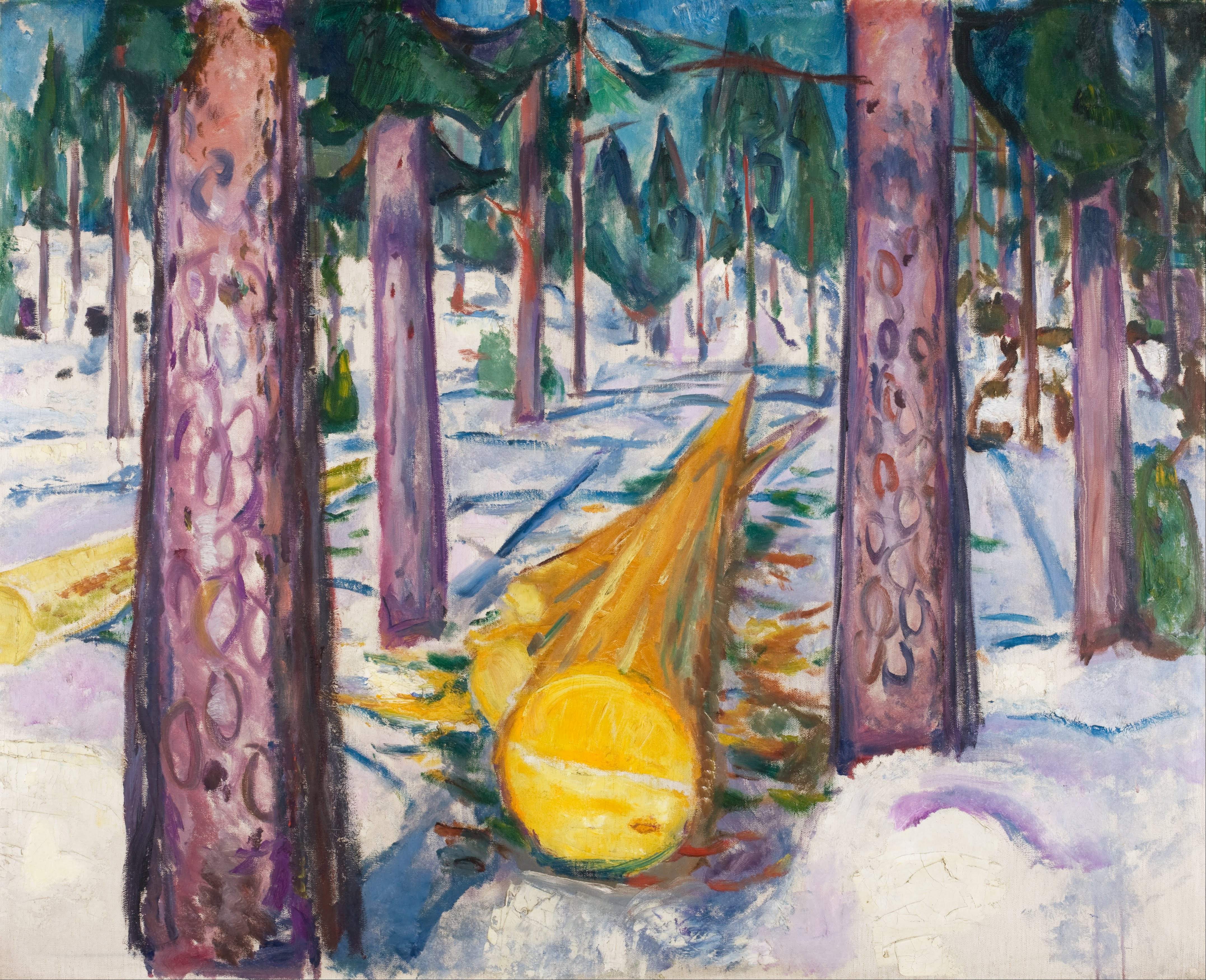
The Yellow Log. 1912. 129.5 × 159.5 cm. Munch Museum, Oslo
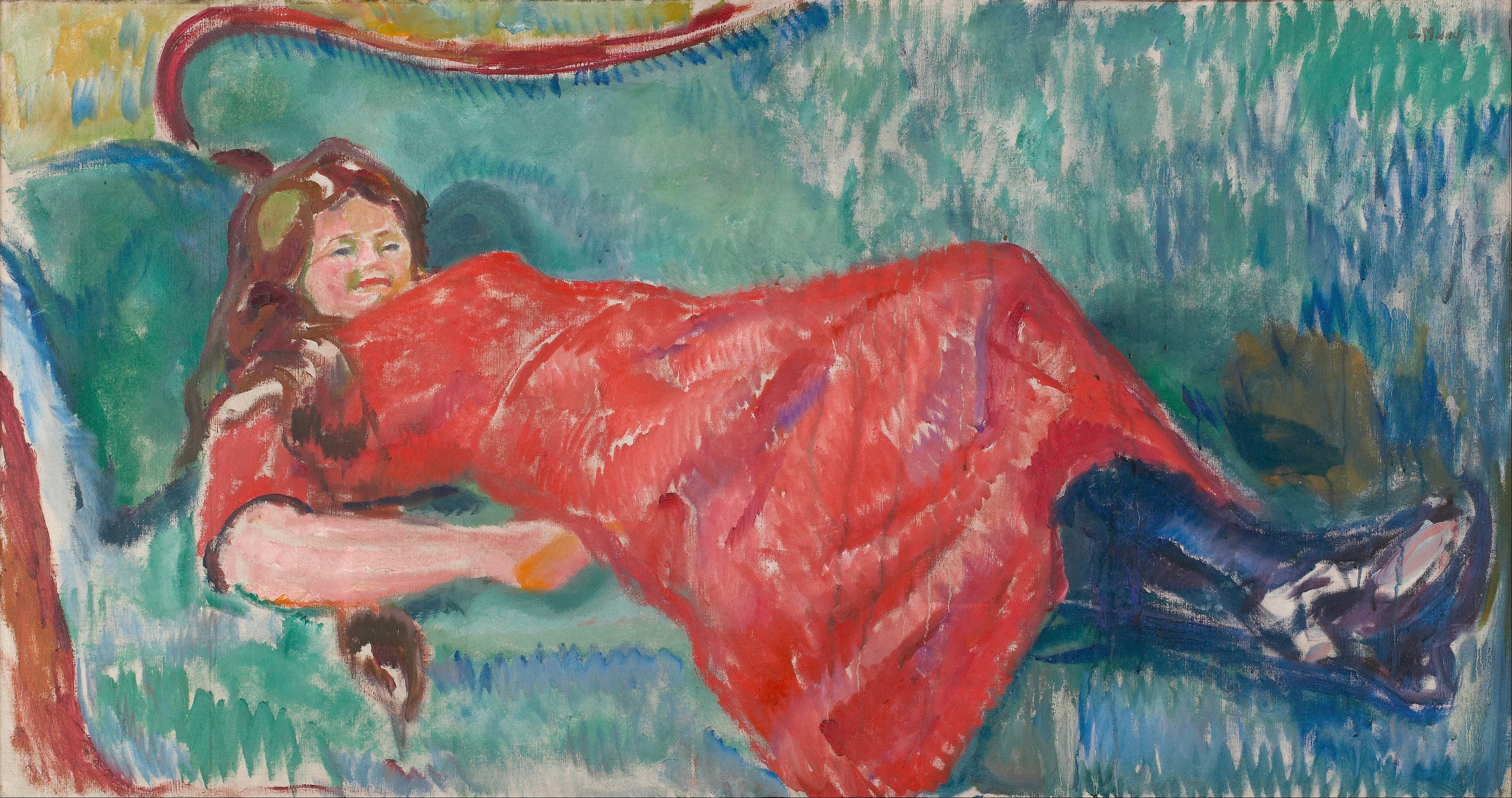
No sofá. 1913. 80 × 150 cm. Munch Museum, Oslo
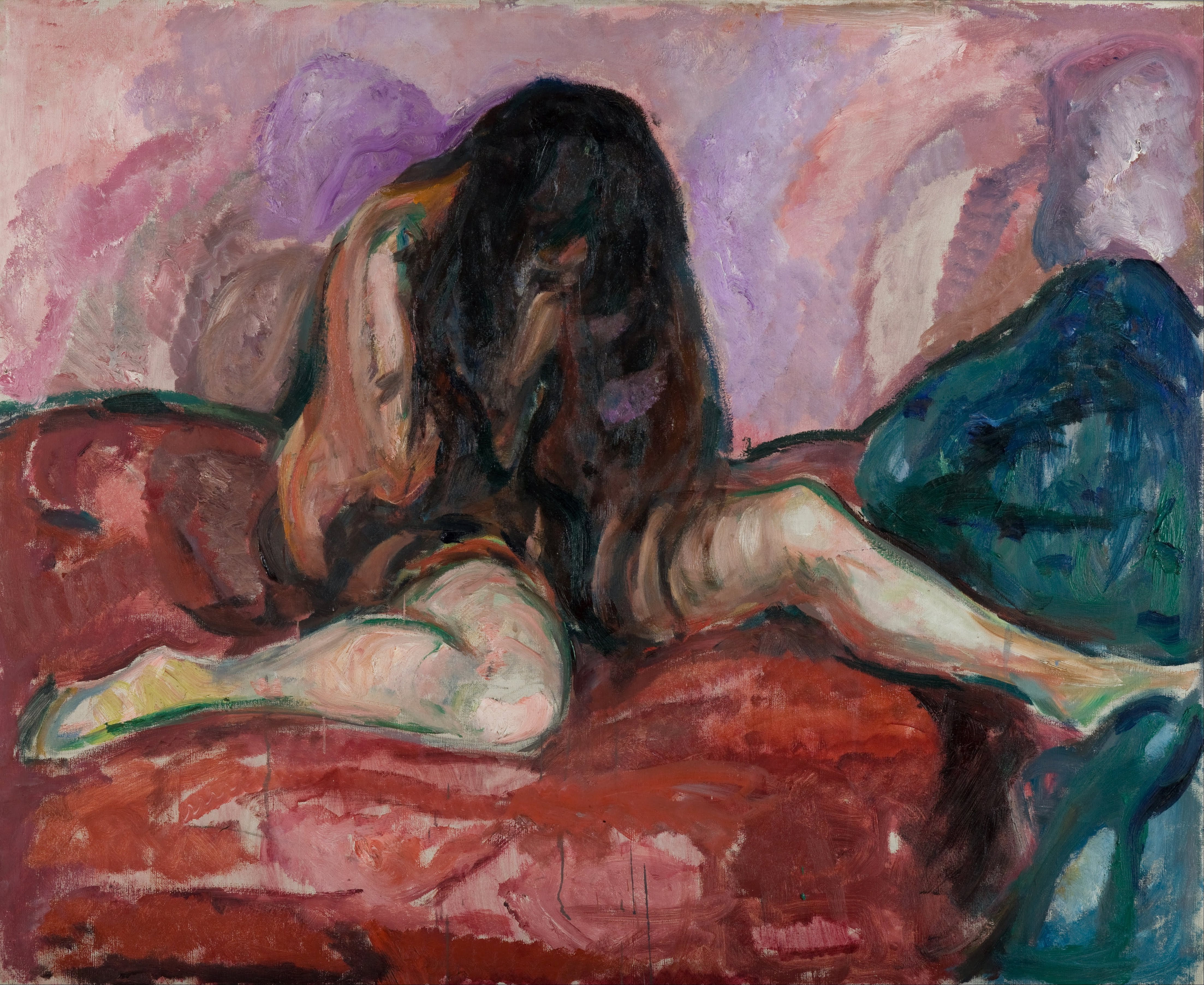
Weeping Nude. 1913–14. 110 × 135 cm. Munch Museum, Oslo
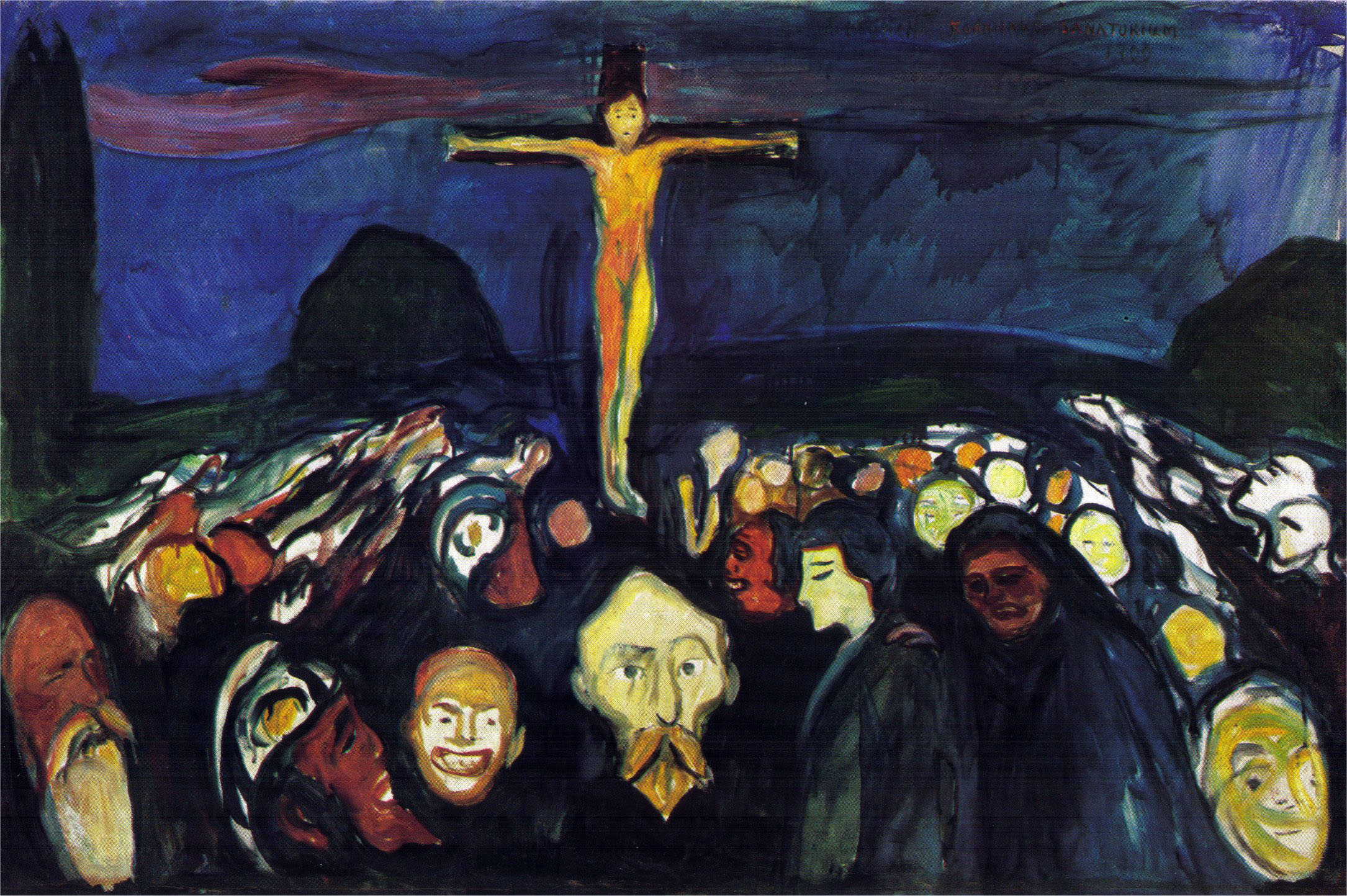
Gólgota.1900.
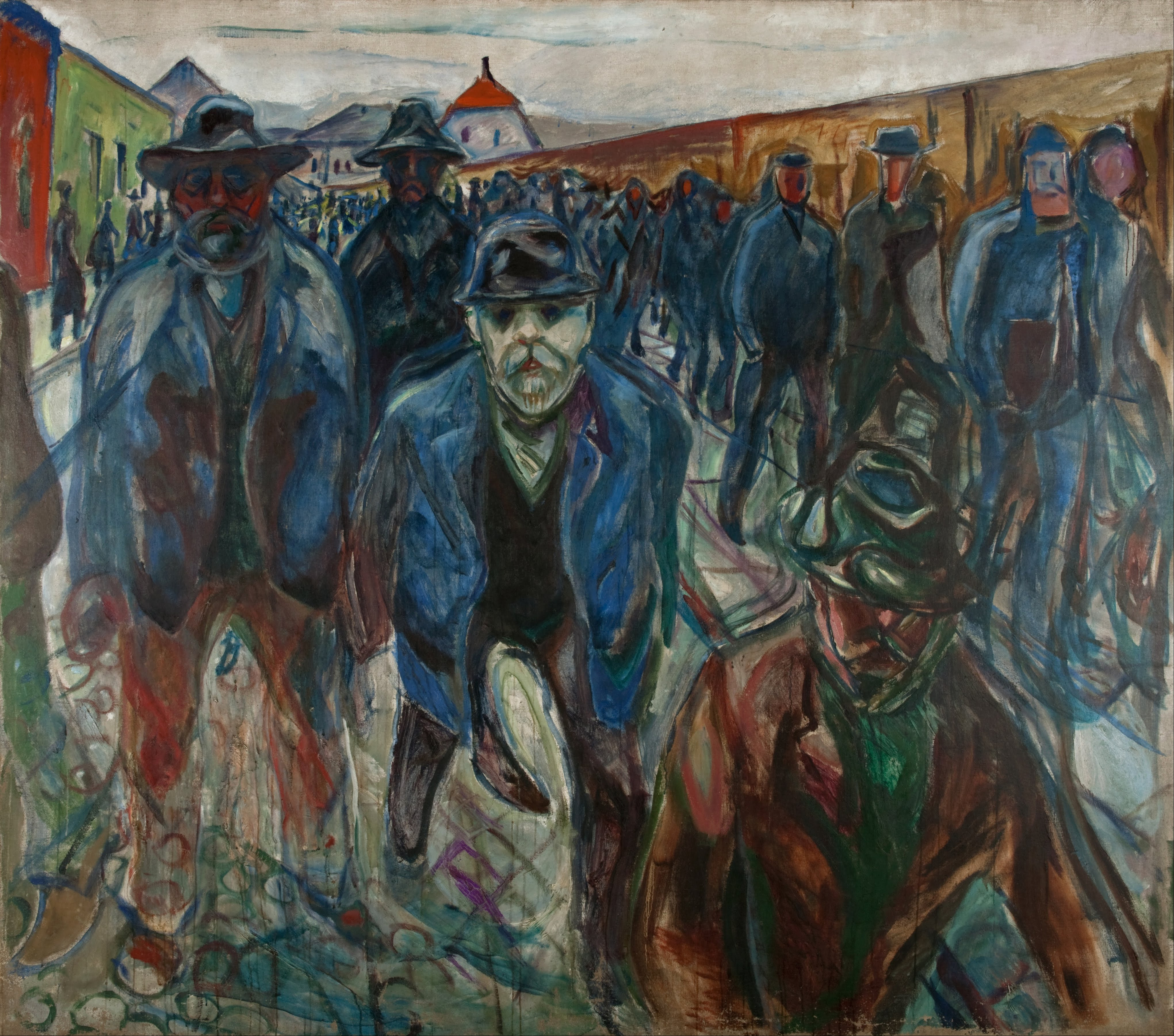
Trabalhadores em sua casa. 1913–14. 227 × 201 cm. Munch Museum, Oslo

### Nus

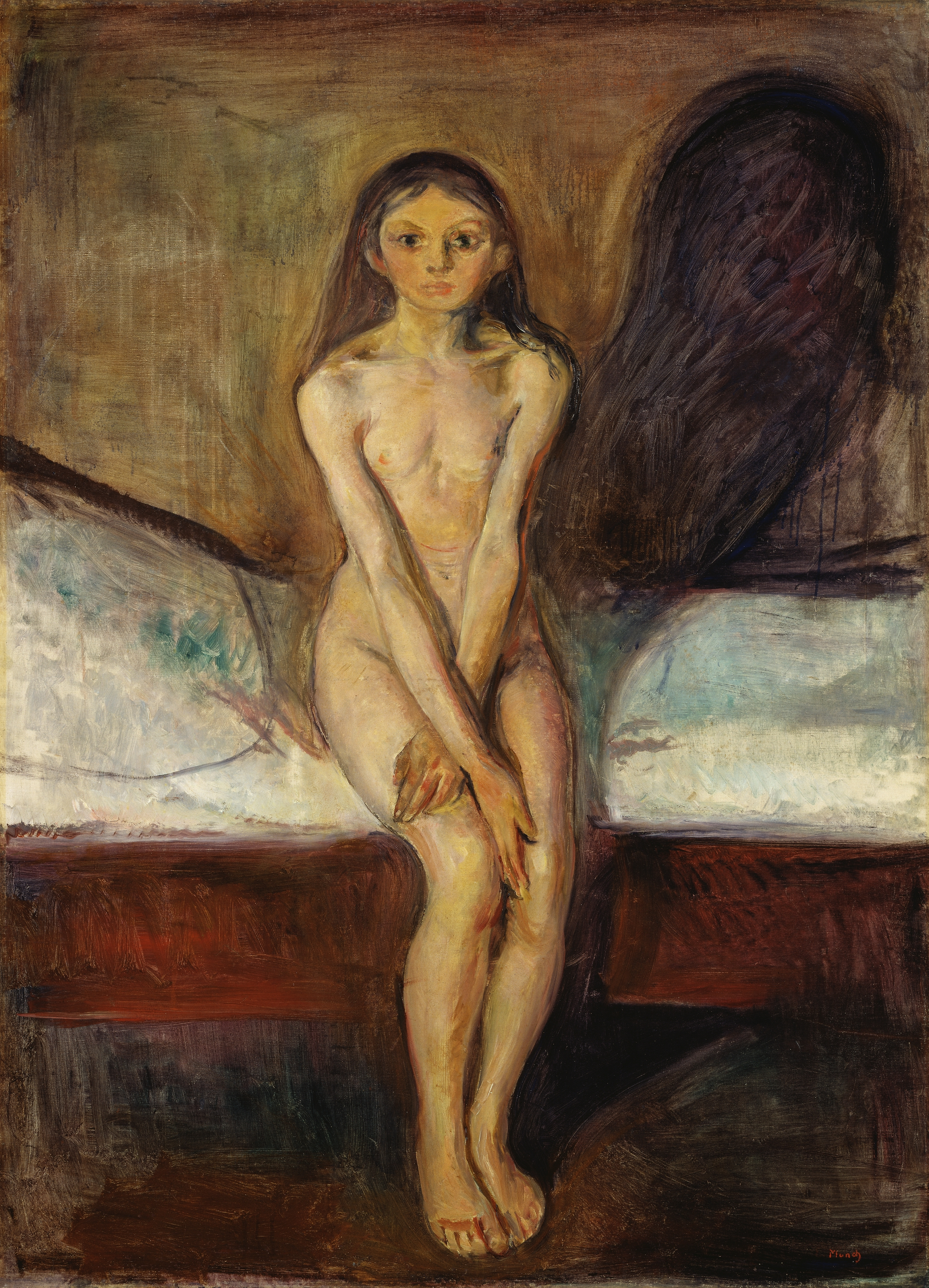
Puberdade. 1894-95.
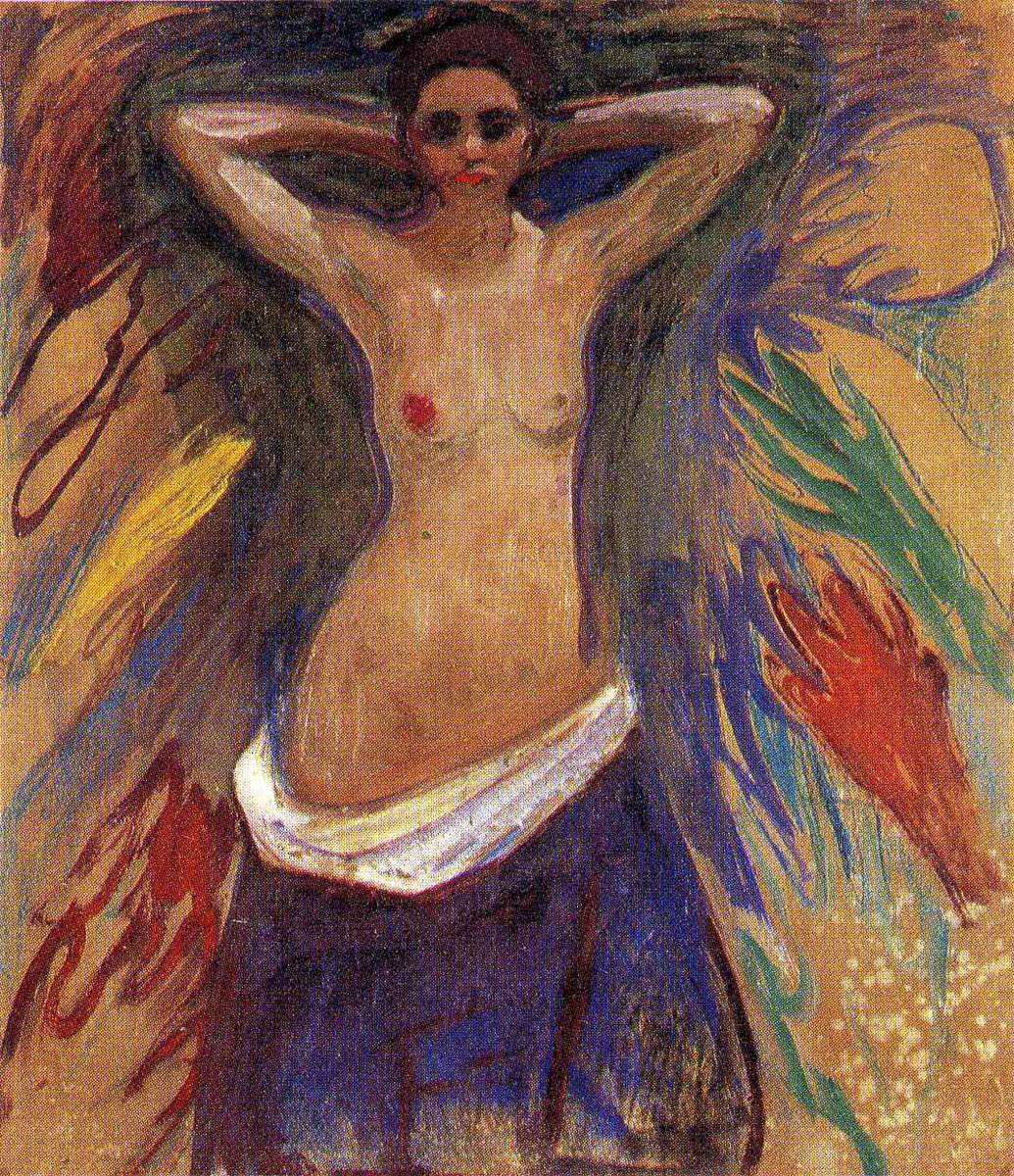
As mãos. 1893.
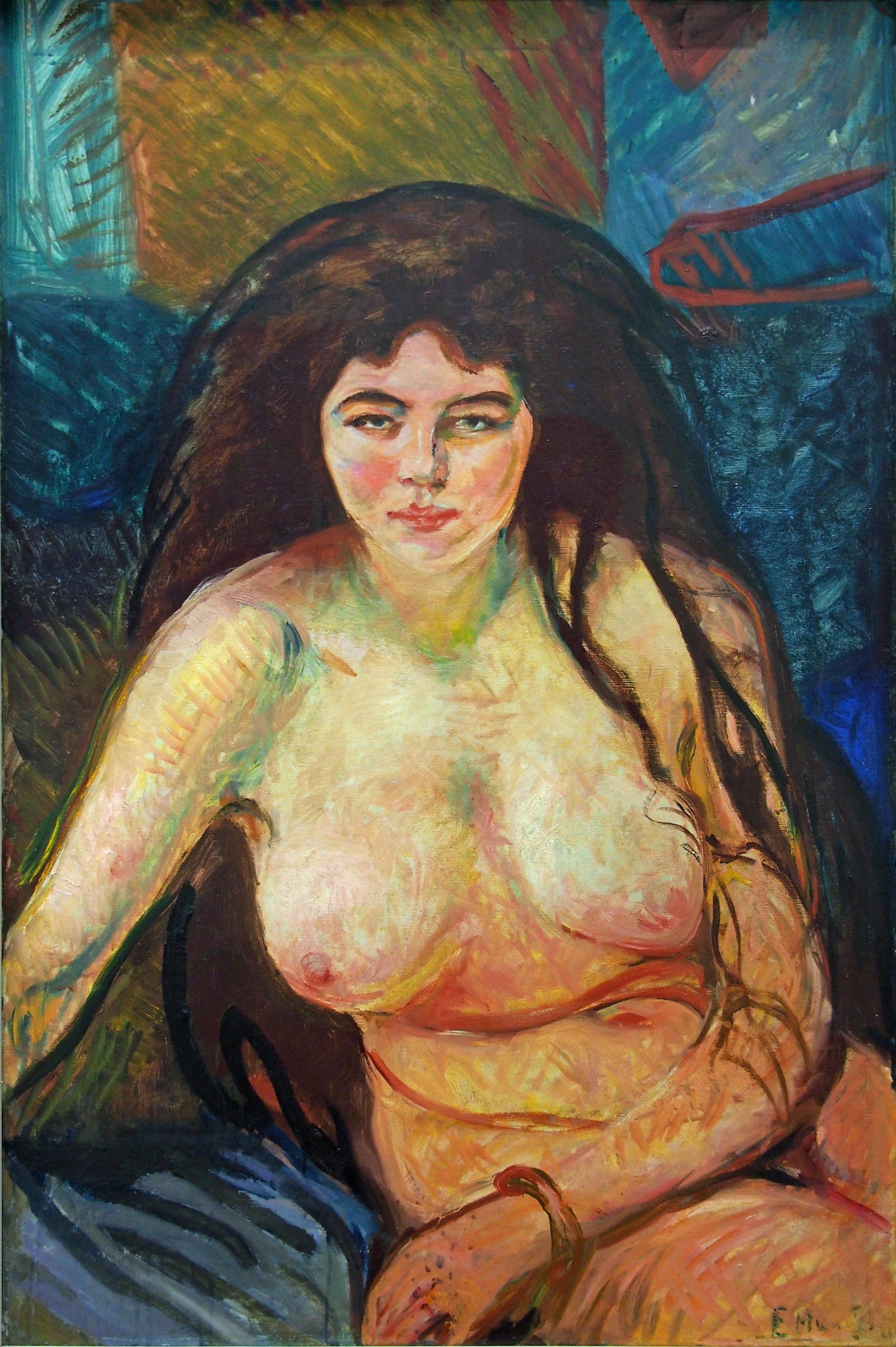
Seated Nude. 1902.
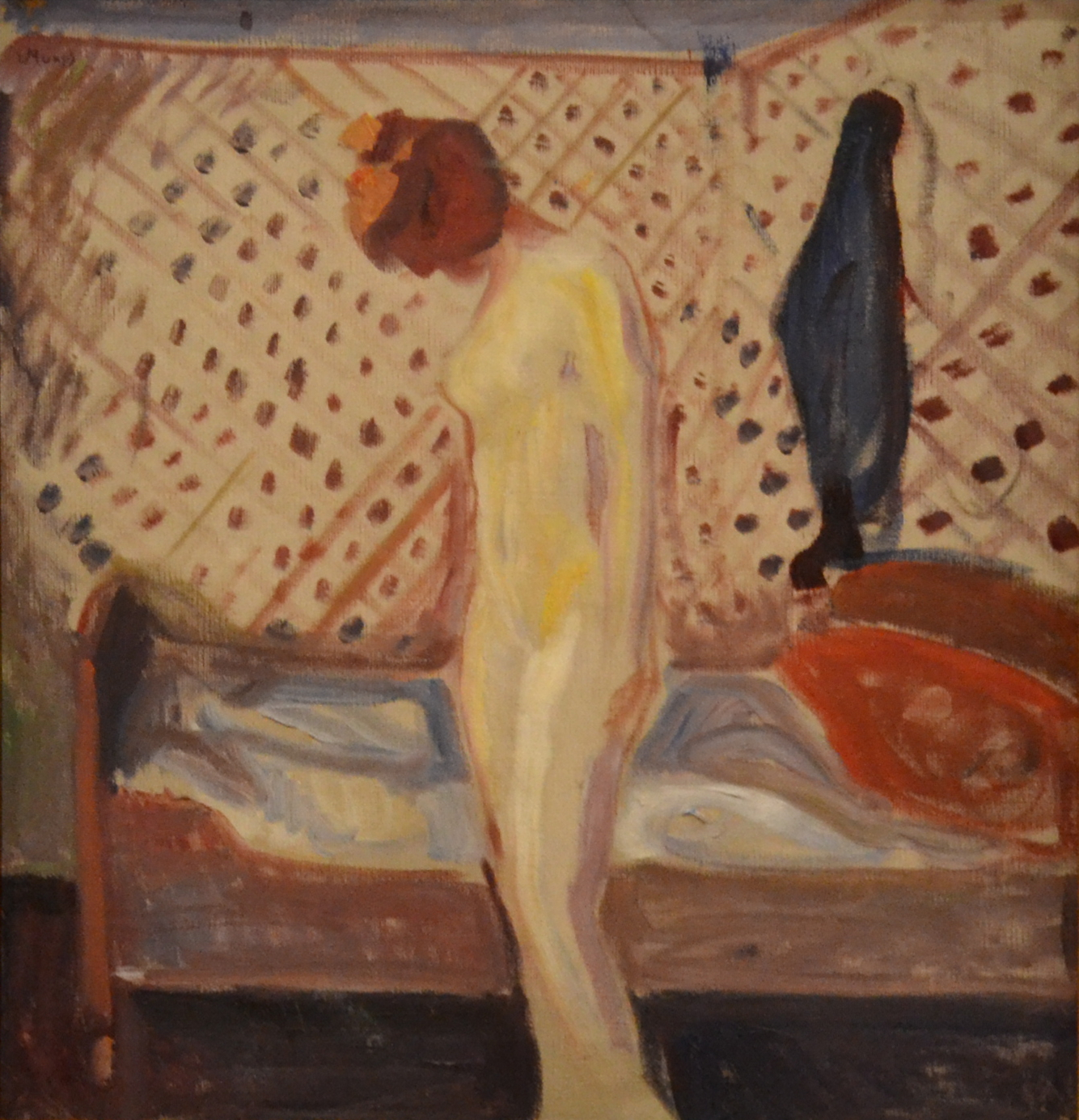
Weeping Woman. 1907-1909.
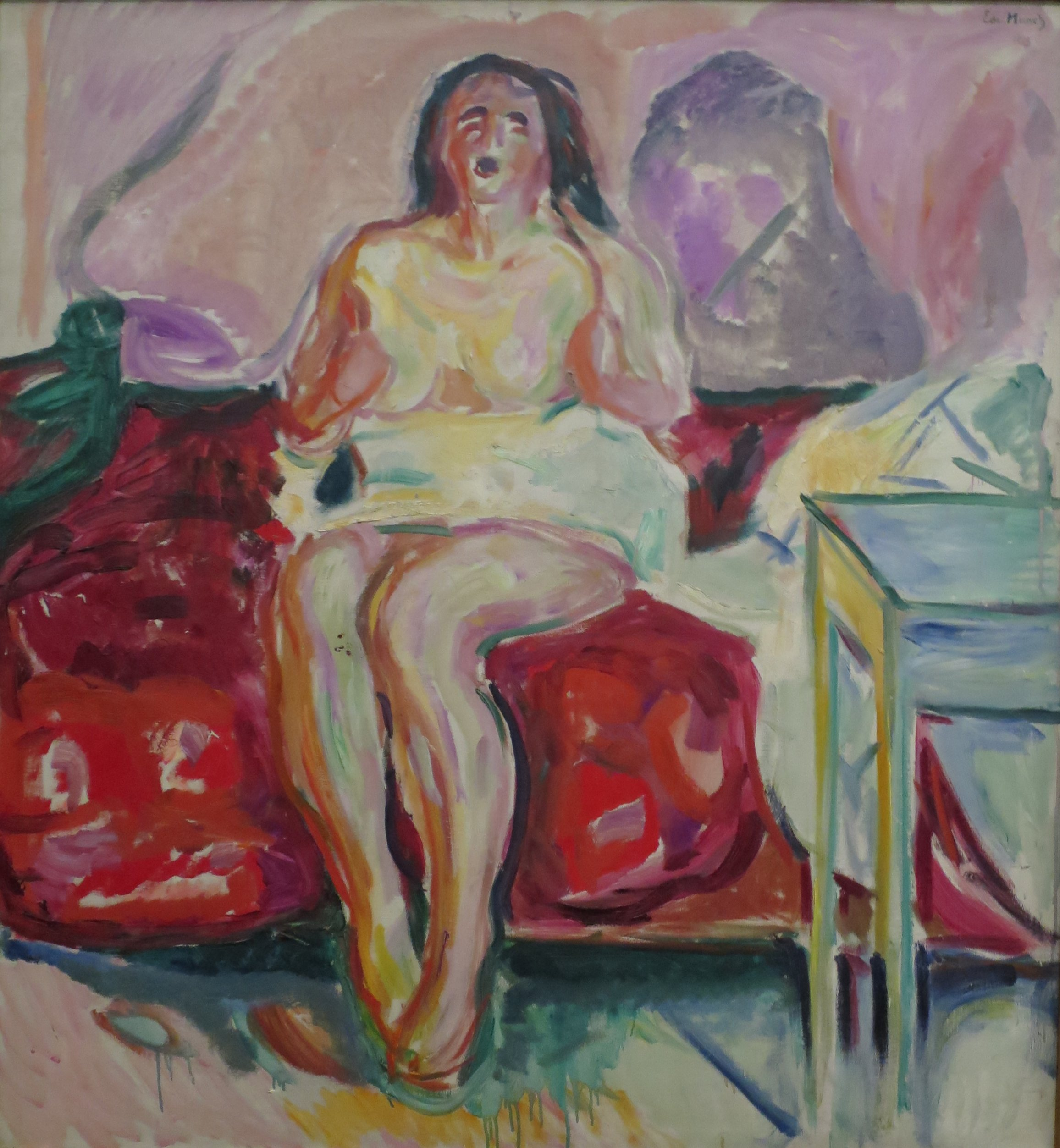
Manhã. 1913.
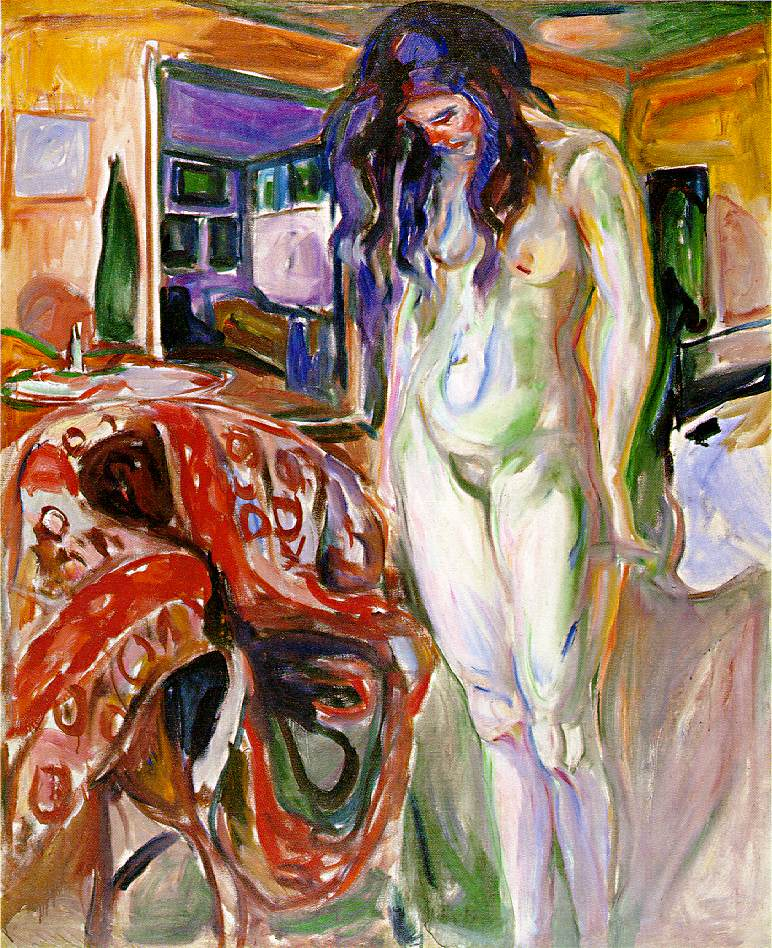
Modelo. 1919.

### Autorretratos

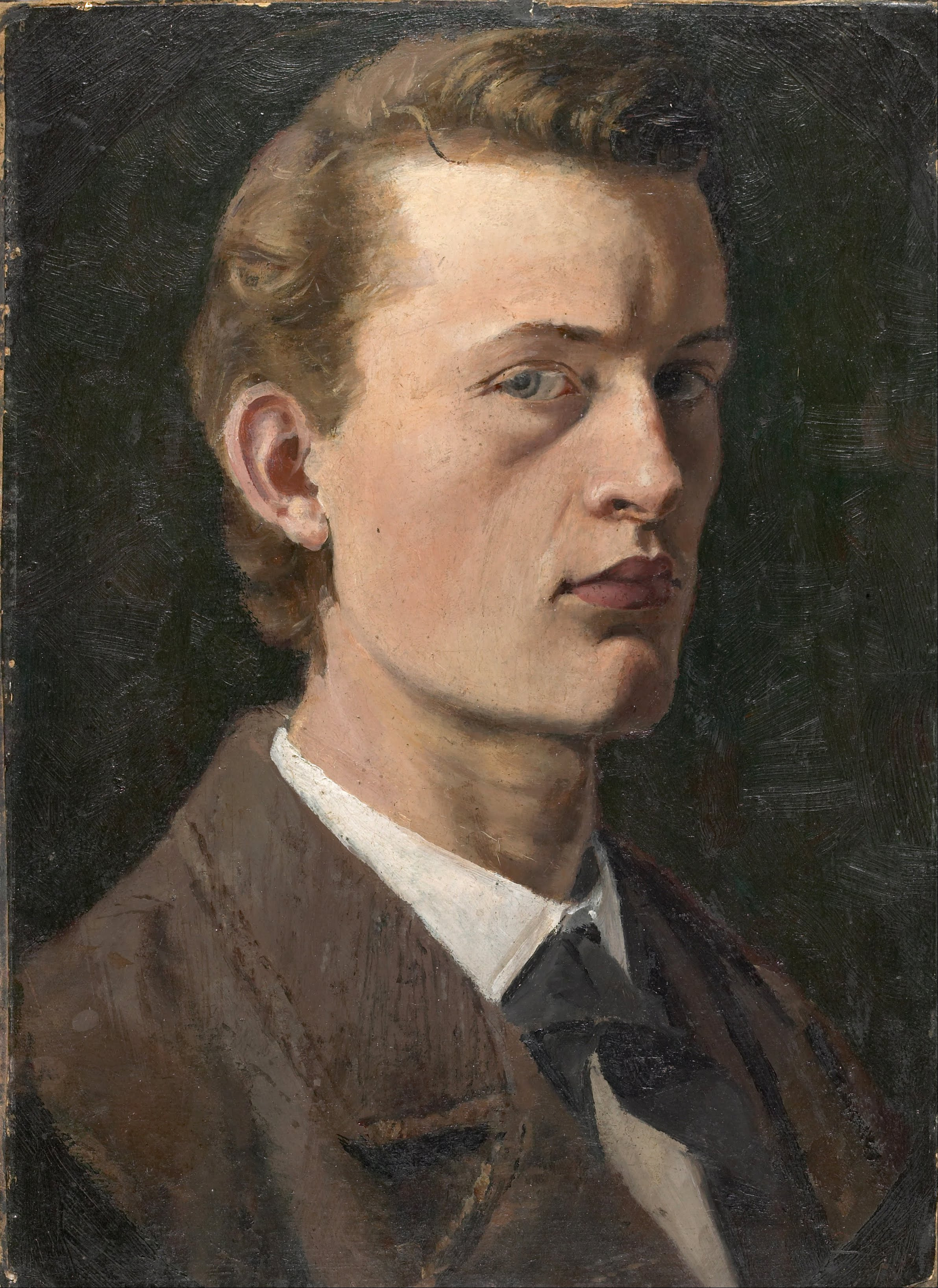
Autorretrato. 1882. 26 × 19 cm. Munch Museum, Oslo
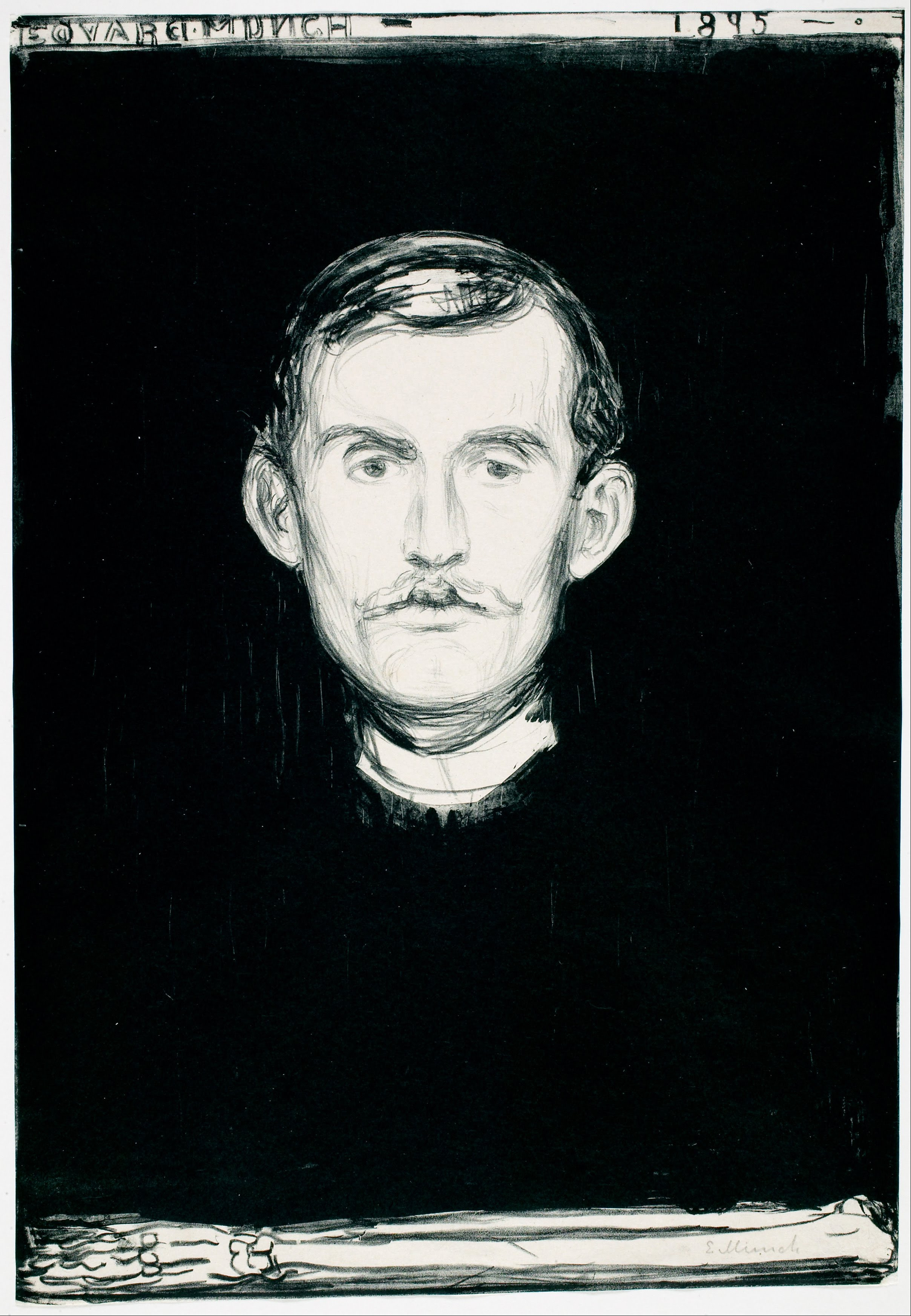
Autorretrato. 1895. 458 × 314 mm. Munch Museum, Oslo
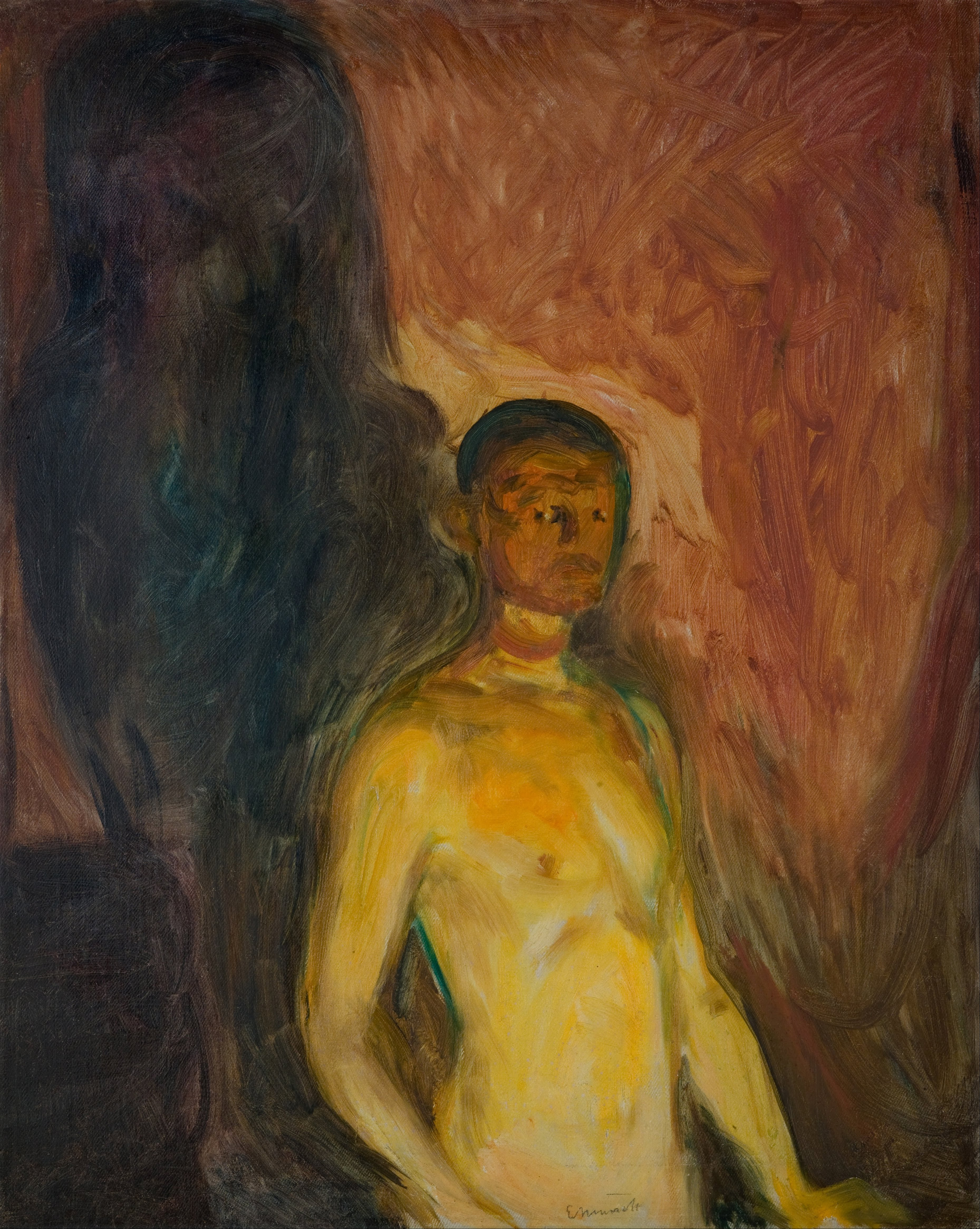
Autorretrato no inferno. 1903. 82 × 66 cm. Munch Museum, Oslo
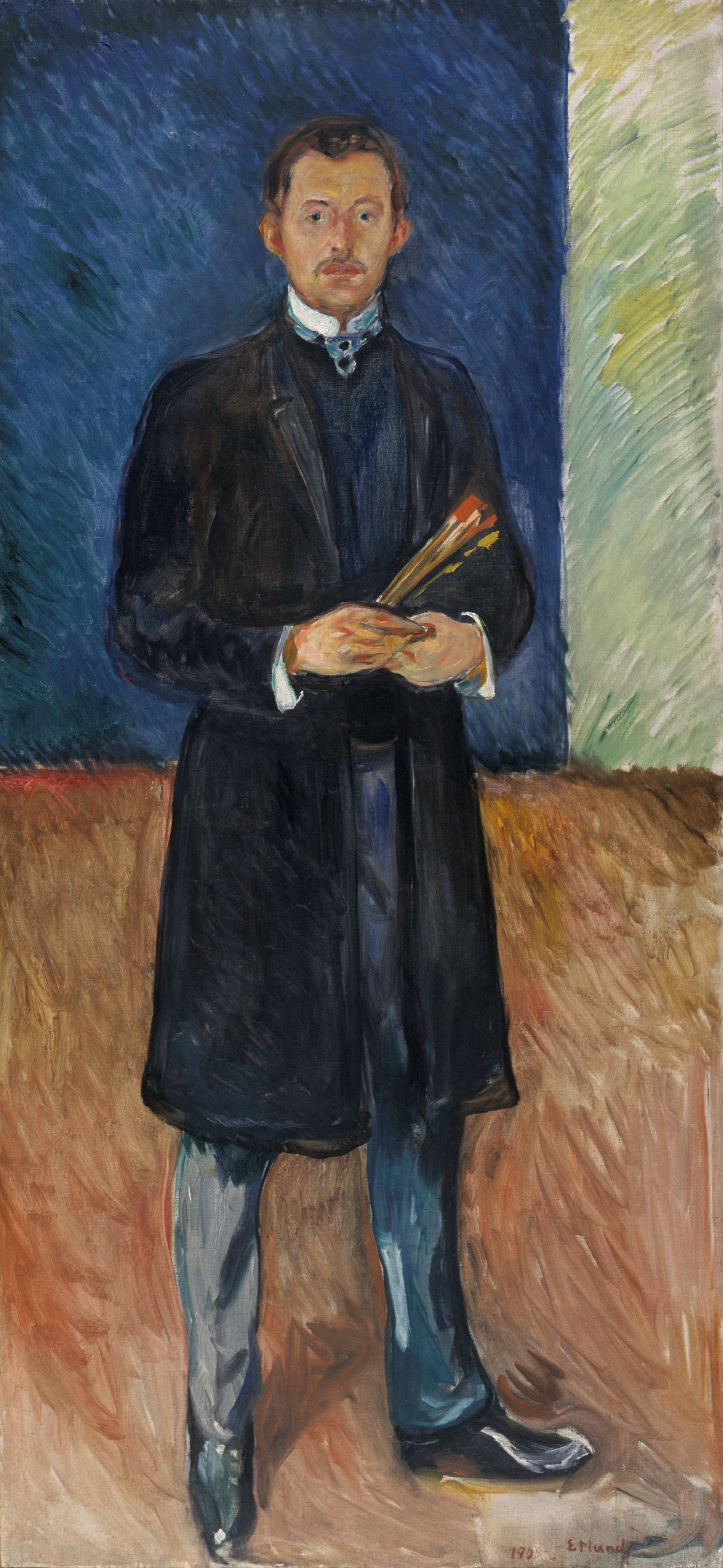
Autorretrato. 1904. 197 × 91 cm. Munch Museum, Oslo
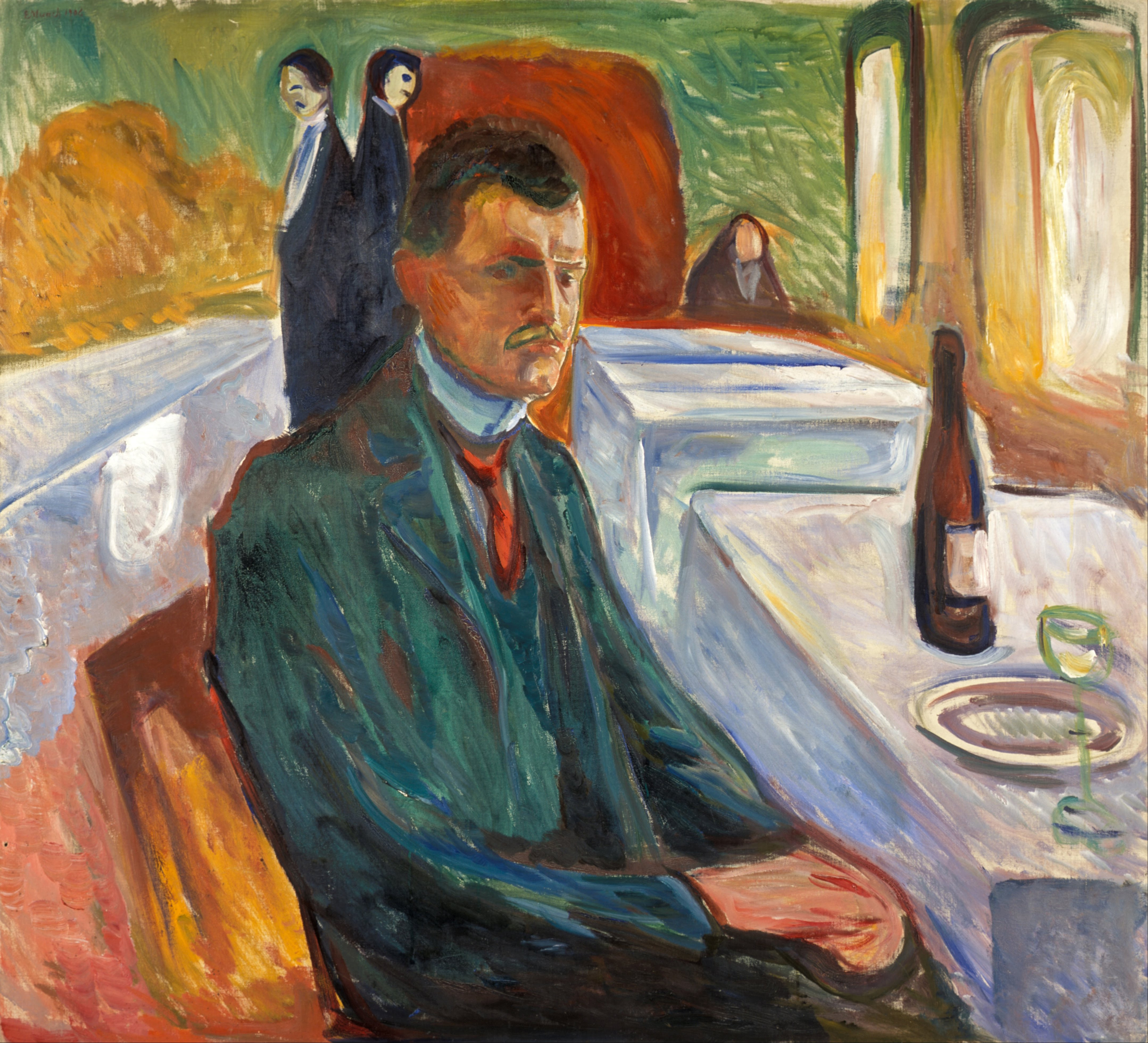
Autorretrato com uma garrafa de vinho. 1906. 110 × 120 cm. Munch Museum, Oslo
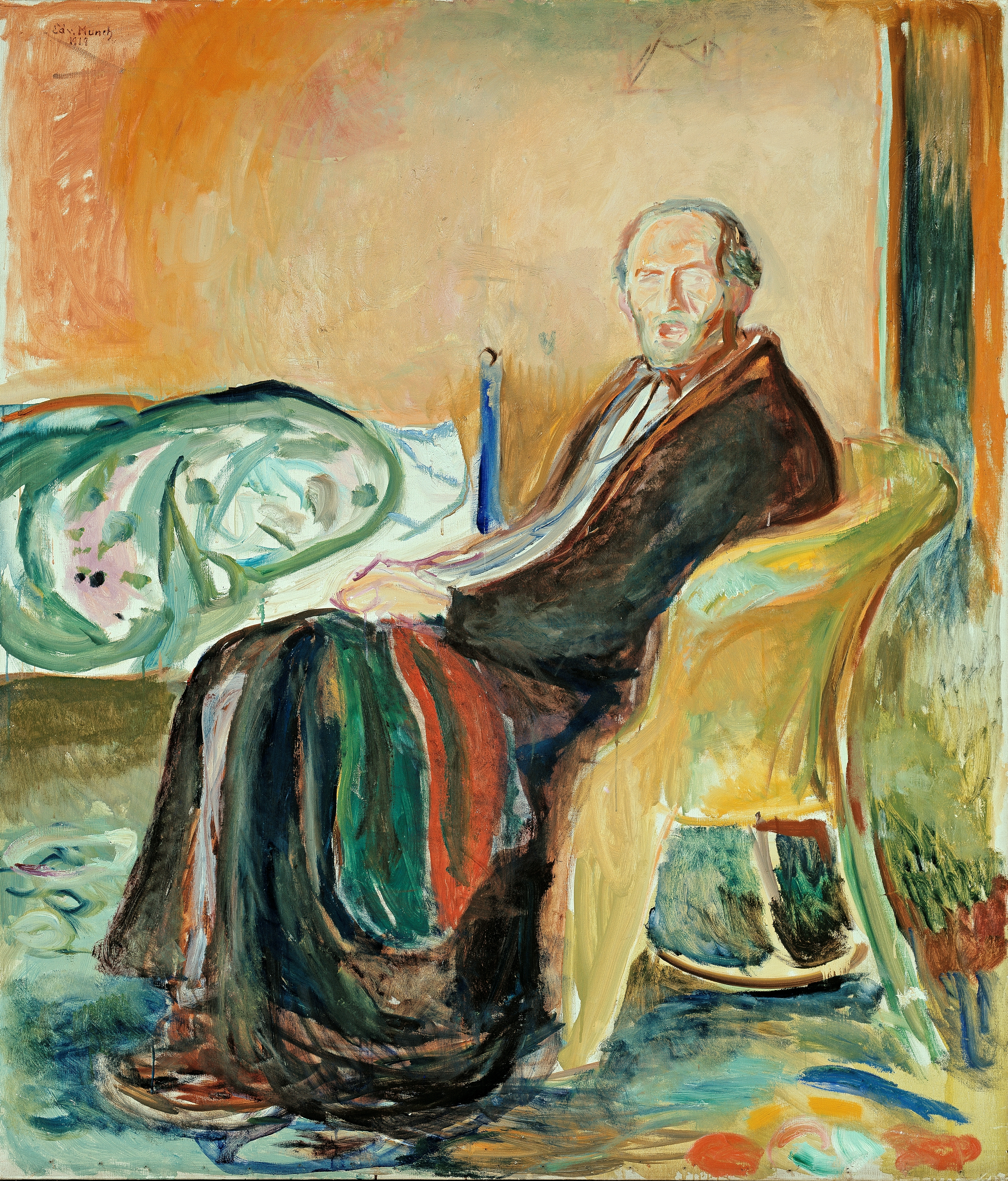
Autorretrato com a Gripe Espanhola. 1919. 150 x 131 cm. Museu Nacional de Arte, Arquitetura e Design, Oslo